# Fauna de Costa Rica
 Costa Rica  cuenta con una enorme variedad de vida silvestre, debido en gran parte a su posición geográfica entre los continentes del Norte y América del Sur, su clima neotropical y su amplia variedad de hábitats. Costa Rica es hogar de más de 500.000 especies, que representa casi el 6 % de las especies totales estimado en todo el mundo, haciendo de Costa Rica uno de los 20 países con la más alta biodiversidad en el mundo. De estas 500.000 especies, un poco más de 300.000 son insectos.
Una de las principales fuentes de la biodiversidad de Costa Rica es que el país, junto con la tierra que ahora se considera Panamá, formó un puente que conecta América del Norte y América del Sur hace aproximadamente tres a cinco millones de años. Este puente permitió la mezcla de la flora y fauna muy diferente de los dos continentes.
Todas las especies de fauna son pluricelulares, con pocas excepciones. No tienen clorofila y obtienen sus alimentos consumiendo otros organismos, es decir, son heterótrofos. Los miembros del reino animal poseen un alto grado de especialización en sus tejidos y su cuerpo está muy organizado.Por la presencia de columna vertebral, se han agrupado en vertebrados e invertebrados.

## Invertebrados
Son animales inferiores que no tienen columna vertebral, esqueleto interno ni cordón nervioso. Algunos son blandos y otros tienen caparazones. Constituyen la mayor parte de la vida silvestre de Costa Rica. De los aproximadamente 505.000 especies, alrededor de 493.000 son invertebrados (incluyendo arañas y cangrejos). Se sabe que hay decenas de miles de insectos e invertebrados microscópicos en cada tipo de tierra y nivel de elevación. Sin embargo, son en gran medida desapercibidos o no identificados.Se conocen 183 especies y subespecies de gasterópodos terrestres de Costa Rica y de agua dulce numerosos gasterópodos y bivalvos.Entre los principales grupos de invertebrados se encuentran:
- Poriferos (esponjas)
- Celenterados (medusas, corales)

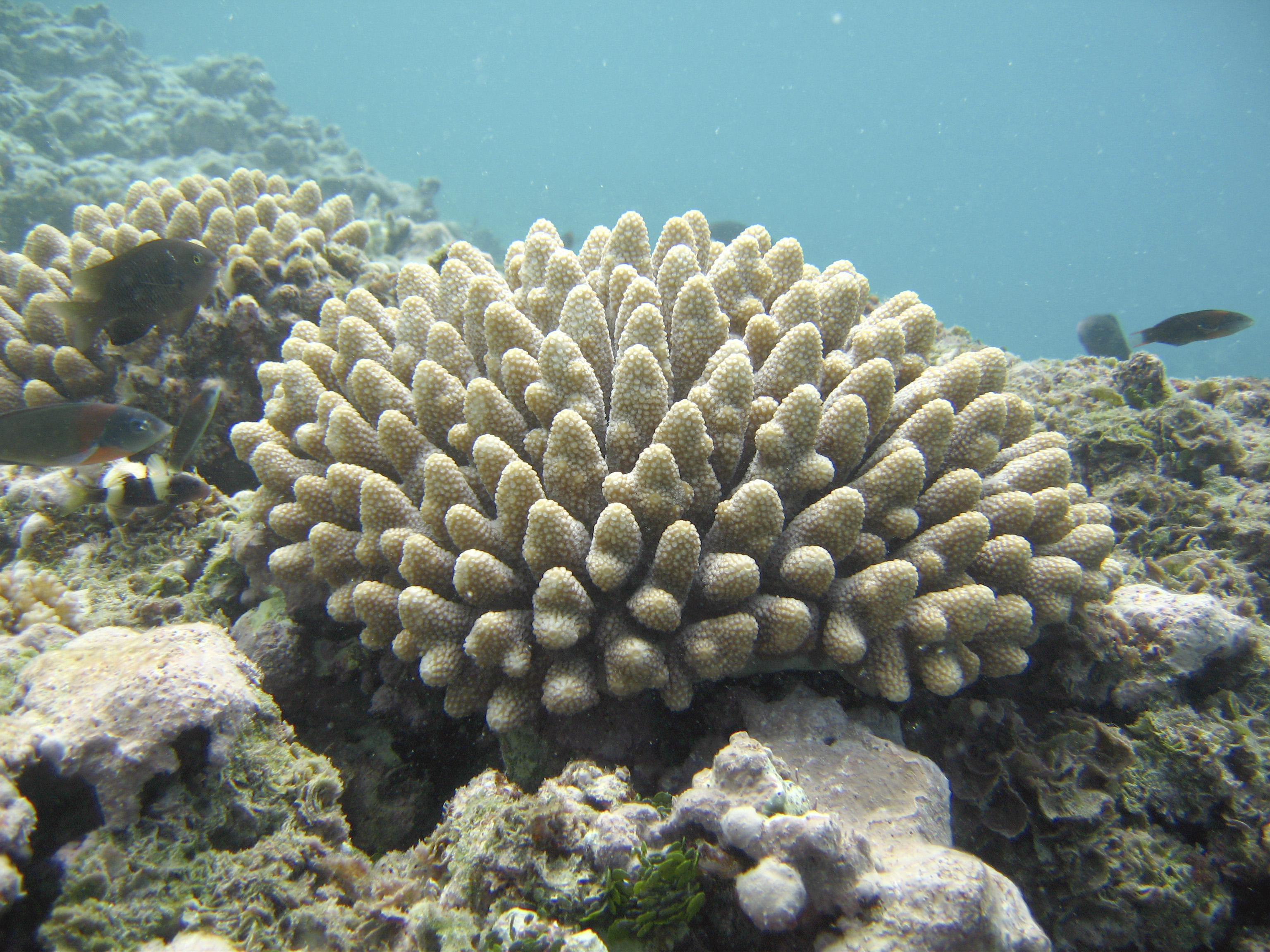
coral

- Ptatelmintos (gusanos planos como la solitaria, la planaria y las duelas)
- Equinodermo  (estrella de mar, erizo de mar, pepinos de mar, lirios de mar)
- Anélidos (lombriz de tierra, sanguijuela, poliquetos)
- Artrópodos: según el tipo de segmentos y apéndices en el cuerpo número, se clasifican en
- crustáceos (camarones, langostas, cangrejos),

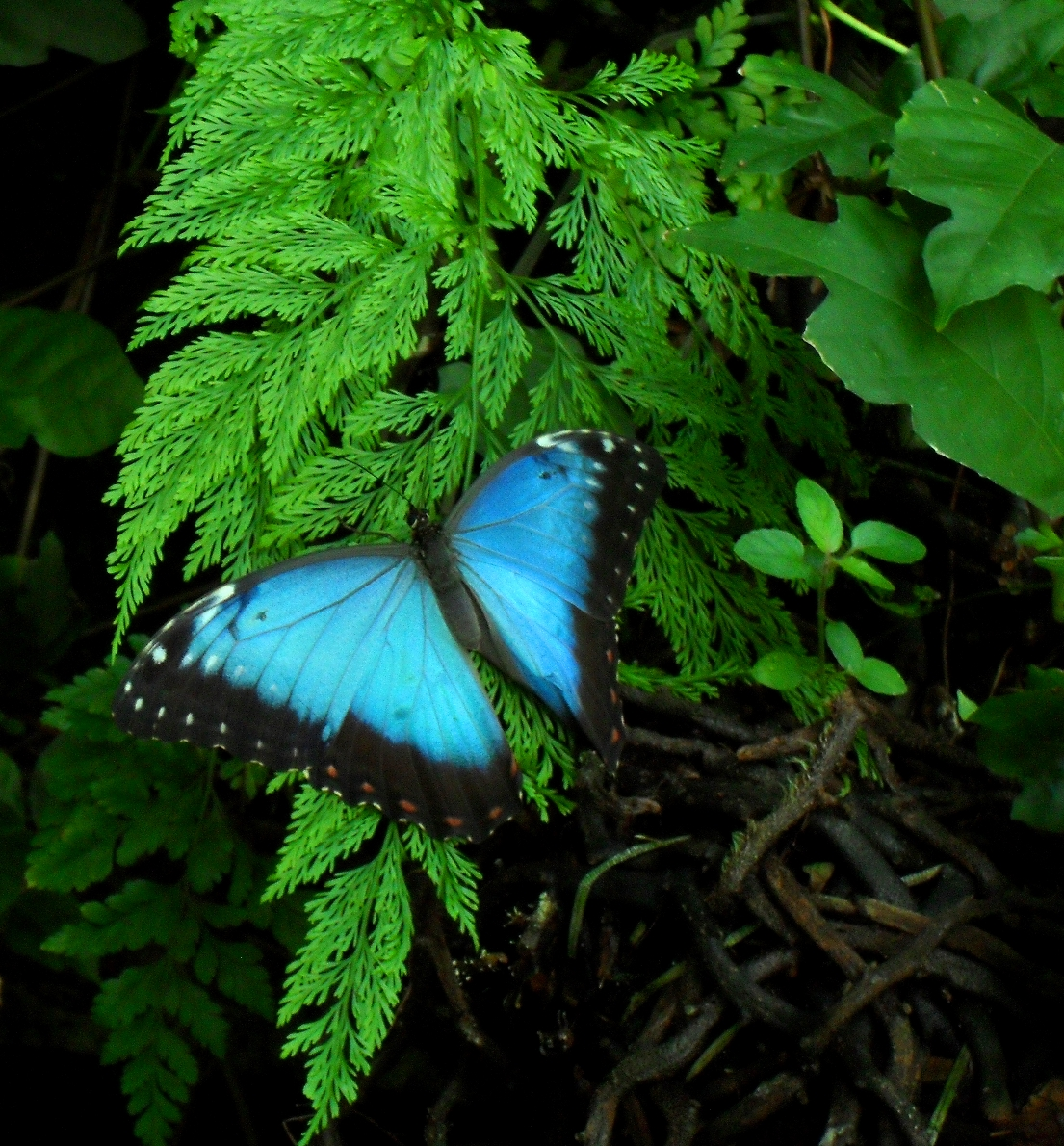
Morpho

- Insectos:(abejas, mariposas, moscas, hormigas...). Son el grupo más numeroso, y entre ellos destacan los Lepidópteros. Hay alrededor de 1251 especies de mariposas y al menos 8000 especies de mariposas nocturnas.[4] Son comunes y vistosas la monarca, espejito, cocinera, pañuelitos, zebra y morfo azul. 
 Algunos insectos notables en Costa Rica son las abejas sin aguijón, las hormigas cortadoras de hojas y las hormigas bala, escarabajo Hércules, y muchos saltamontes.
- Arácnidos (arañas. alacranes, garrapatas).
- Miriapodos (ciempiés. milpiés).[5]

## Vertebrados
Los animales vertebrados son más grandes que los invertebrados, son más complejos, tienen esqueleto interno y es el grupo más avanzado de los animales. Se clasifican en cinco grandes grupos.

### Peces

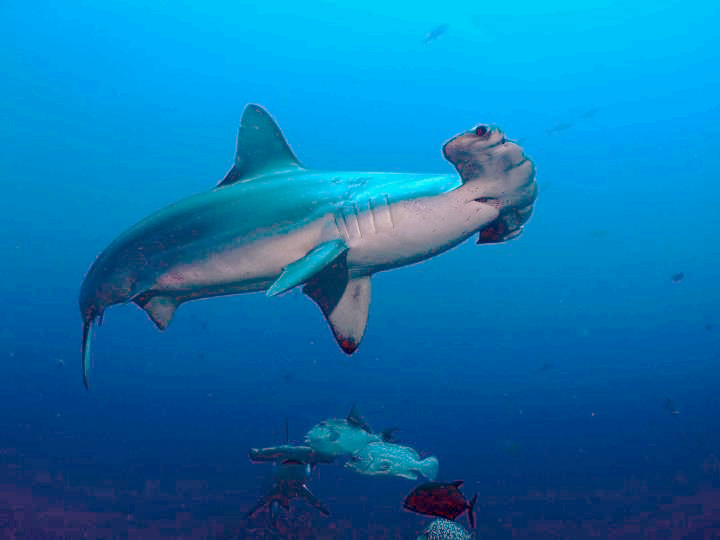
Tiburón martillo.

Son los más numerosos de los vertebrados, su hábitat es acuático, se mueven haciendo uso de sus aletas, tienen el cuerpo cubierto de escamas, su respiración es branquial. Ejemplos: sardina, atún, pargo, dorado, vela, marlin, lenguado, barbudo.

### Anfibios

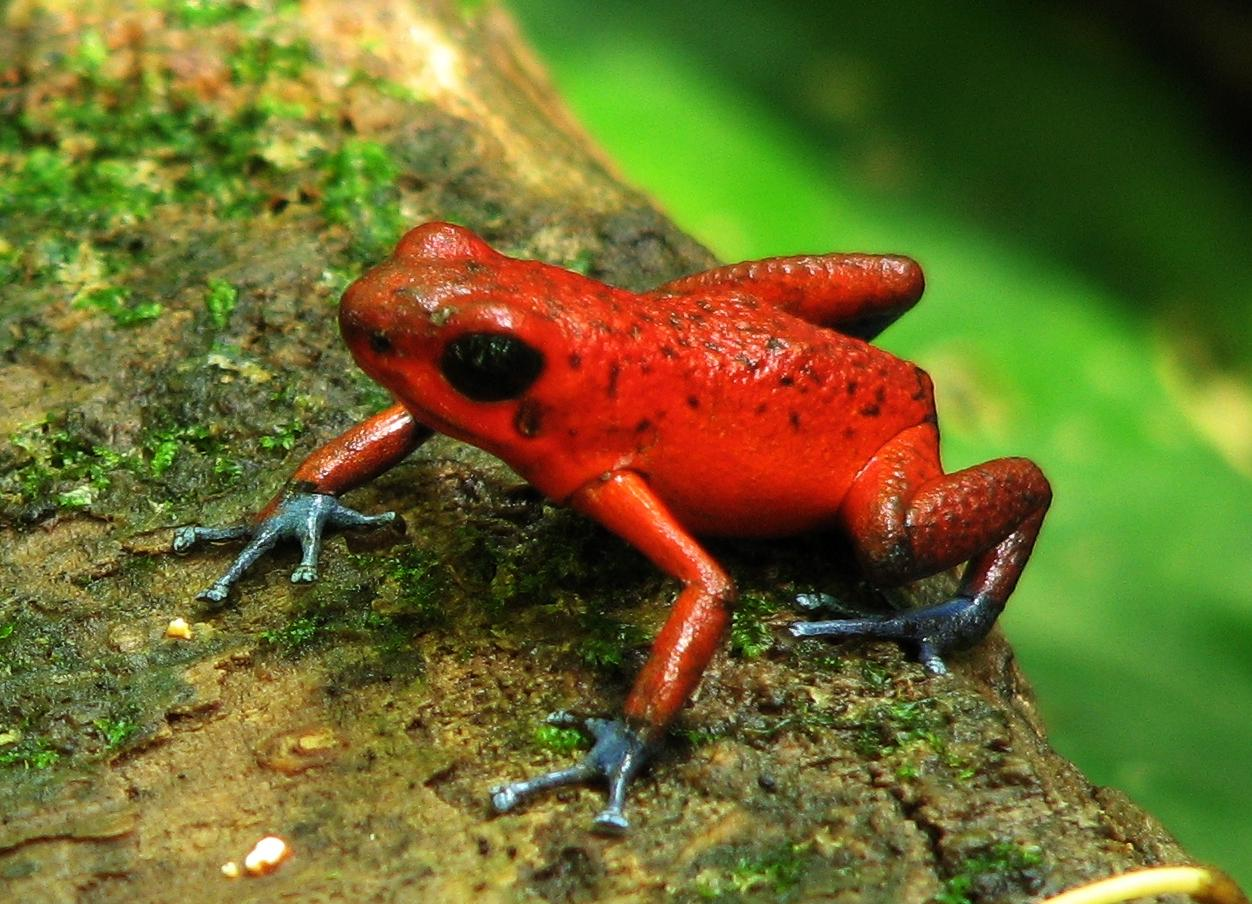
El sapo venenoso en Cerro Tortuguero

Su hábitat puede ser acuático o terrestre, se reproducen por huevos, tienen cuatro patas, su piel es desnuda y húmeda, se alimentan a base de insectos. Se clasifican en Anuros (sapos y ranas), Urodelos (salamandras) y Apodos.
Costa Rica es hogar de alrededor de 175 anfibios, 85 % de las cuales son las ranas. Las ranas en Costa Rica tienen formas interesantes de encontrar agua sin peces para criar a sus pequeños peces pulgadas, por supuesto, va a comer los renacuajos y los huevos. venenosas ranas ponen sus huevos en charcos de agua en bromelias. Otros métodos incluyen la búsqueda estanques antes de poner huevos, y poner los huevos en el suelo mojado.
Notables especies de ranas en Costa Rica son las ranas arborícolas de ojos rojos, unas pocas especies de ranas venenosas, la semitransparente ranas de cristal. Algunos otros notables especies de sapos son las diez especies de Bufo. Además de las especies de ranas, de aproximadamente 40 especies de salamandras sin pulmones y dos especies de cecilias se encuentran en el país, rara vez vistas y poco conocidas.

### Reptiles

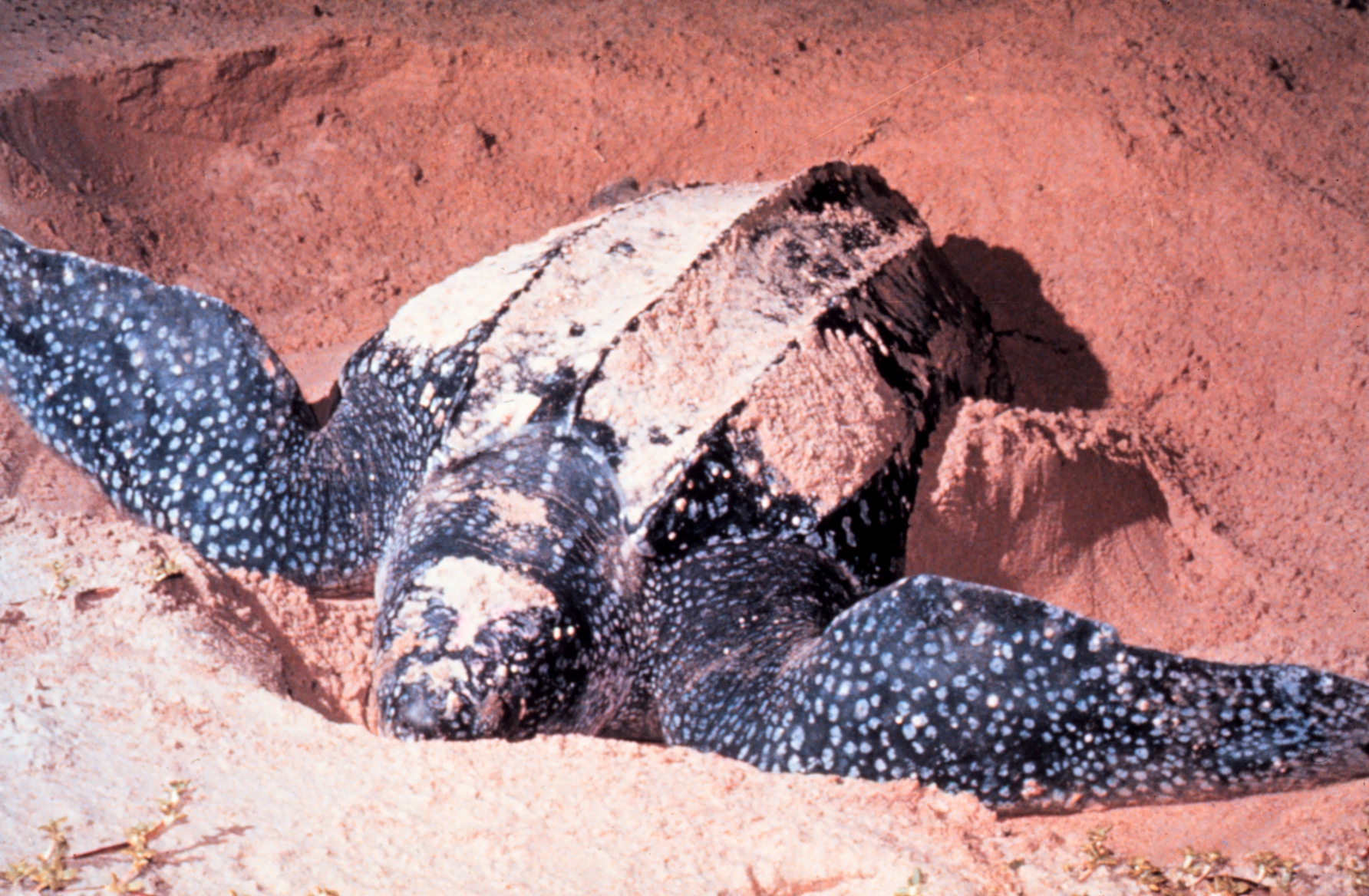
Tortuga baula.

Aproximadamente 225 especies de reptiles se encuentran en Costa Rica. Esto incluye más de 70 especies de lagartos, la mayoría pequeñas, que habitan en los bosques. De estos reptiles, 35 son especies endémicas, incluyendo 2 especies de reptiles terrestres que habitan solo en la isla del Coco. En el país habitan 143 especies de serpientes, incluyendo 5 boas y una amplia diversidad de otras serpientes no venenosas. Hay 23 serpientes venenosas, que se dividen en dos familias, Elapidae (serpiente marina, corales) y Viperidae (terciopelo, lora, bocaracá, etc). El país cuenta con 5 de las 7 especies del mundo de tortugas marinas, las cuales anidan en las playas de la nación en ambas vertientes. Dos cocodrilos, el cocodrilo americano y el caimán, se encuentran en Costa Rica. Ocho de las especies de reptiles de Costa Rica se encuentran en peligro de extinción, incluyendo las 6 especies de tortugas, la boa constrictora y el cocodrilo americano.

#### Tortugas
Costa Rica tiene un total de 15 especies de tortuga, agrupadas en 6 familias y 10 géneros. Entre ellas, hay 5 especies marinas, casi todas en peligro de extinción. Estas cinco especies de tortugas realizan el desove de forma anual en playas de Costa Rica. La más grande y que se encuentra en peligro crítico de desaparecer es la tortuga baula (Dermochelys coriacea). En el Pacífico, anidan entre enero y febrero, especialmente en playa Grande, en el parque nacional marino Las Baulas, en Guanacaste. En el Caribe, arriban a partir de marzo, hasta junio, y desovan en las zonas de Pacuare, Moín y Gandoca.

#### Serpientes

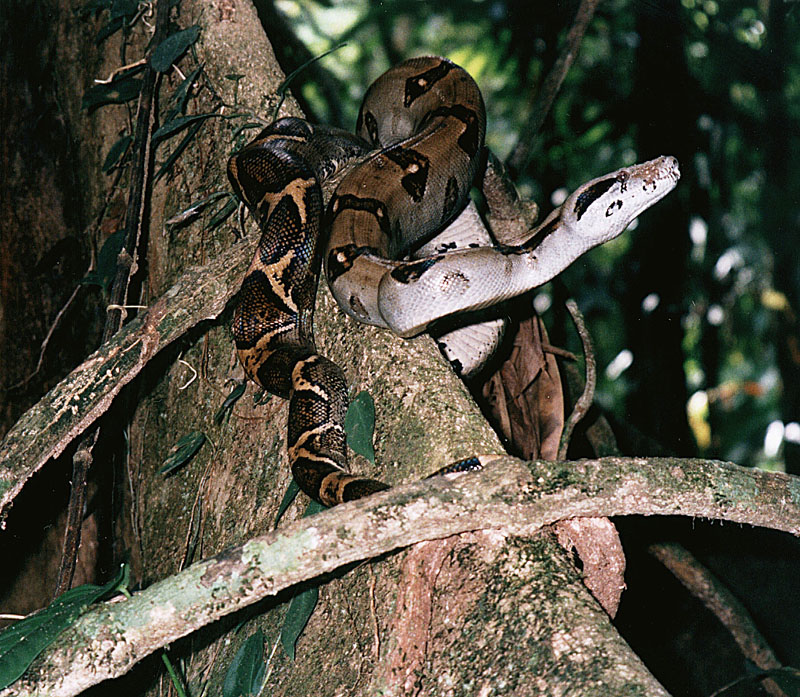
Boa constrictor en la península de Osa. Es la serpiente más grande del país.

Las serpientes de Costa Rica pueden hallarse desde el nivel del mar, como ocurre en el caso de la acuática y venenosa serpiente de mar (Pelamis platura), hasta la altura de los páramos del Cerro Chirripó, a 3800 m s. n. m., como es el caso de serpientes no venenosas como la culebra del café o culebra de altura (Ninia psephota) y la hojarasquera de vientre amarillo (Rhadinaea godmani), o de víboras venenosas como la toboba de altura (Cerrophidion godmani). En el país habitan 143 especies de serpientes, 23 de ellas venenosas. Las especies más abundantes pertenecen a las familias Dipsadidae y Colubridae, mientras que de las venenosas, las más abundantes son de la familia Viperidae. En la isla del Coco no hay serpientes.

##### Serpientes no venenosas
De las 225 especies de reptiles existentes en Costa Rica, 118 corresponden a serpientes no venenosas, agrupadas en 8 familias: Anomalepididae, Boidae, Colubridae, Dipsadidae (con dos subfamilias, Dipsadinae y Xenodontinae), Leptotyphlopidae, Loxocemidae, Natricidae y Typhlopidae. La más grande de estas serpientes es la boa constrictora (Boa constrictor). Otras especies incluyen serpientes como tamagá verde (Dryadophis dorsalis), falsa coral (Erythrolamprus mimus), ratonera (Senticolis triaspis), mica (Spilotes pullatus), bejuquilla (Imantodes cenchoa) y platanera (Ninia sebae).

##### Serpientes venenosas

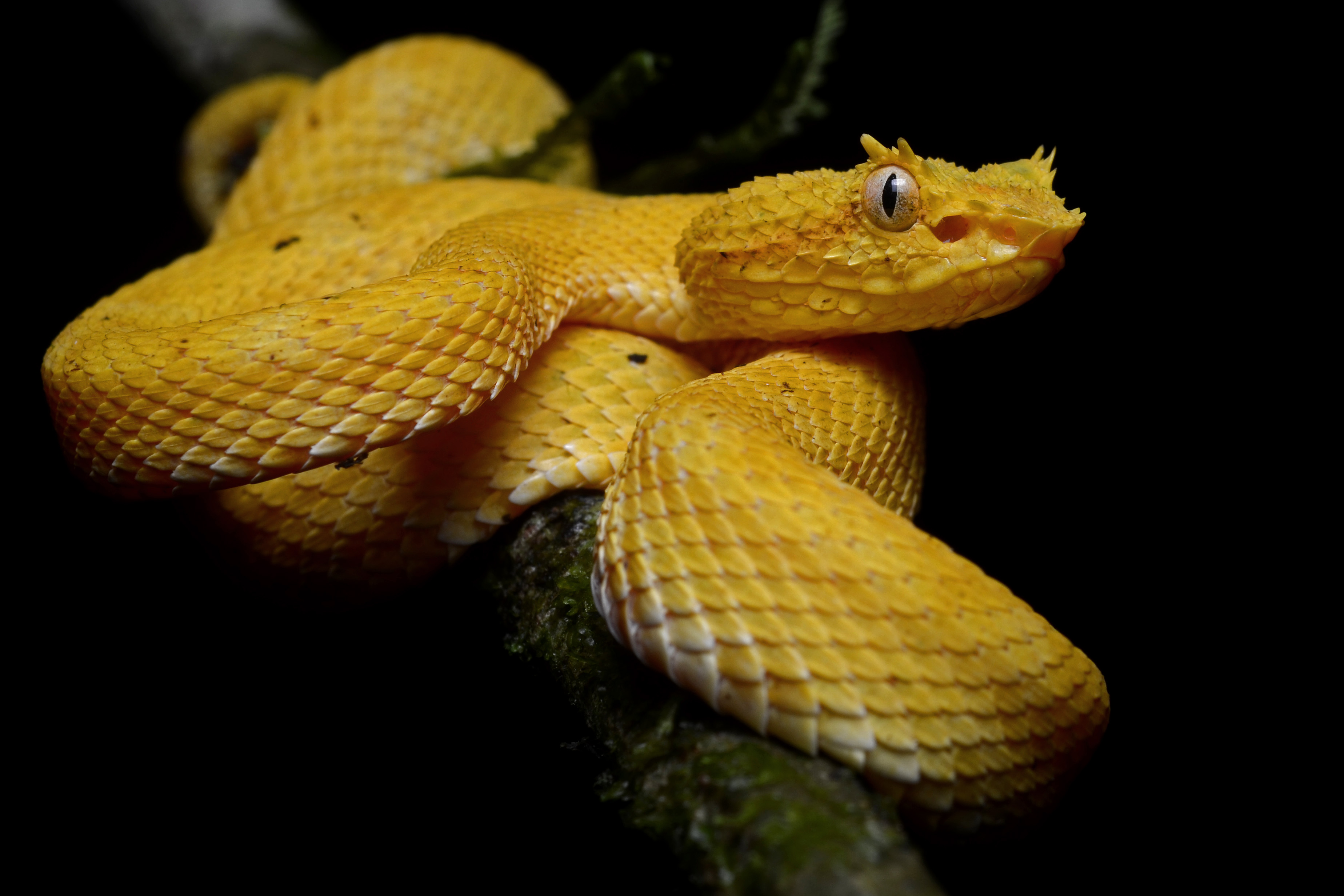
La bocaracá u oropel (Bothriechis schlegelii), en la Estación Biológica La Selva.

En Costa Rica se han registrado 23 especies de serpientes venenosas, pertenecientes a dos familias:
- Elapidae: formada por 6 especies, 5 de las cuales pertenecen al género Micrurus, conocidas como coralillos (M.alleni, M.clarki, M.mosquitensis, M.multifasciatus y M.nigrocinctus) y una a la serpiente de mar Pelamis platura, que habita en la costa del Pacífico.
- Viperidae: formada por 16 especies, entre ellas terciopelo (Bothrops asper), bocaracá (Bothriechis schlegelii), lora (Bothriechis lateralis), mano de piedra (Atropoides mexicanus), matabuey (Lachesis stenophrys), tamagá (Porthidium nasutum) y toboba chinga (Porthidium ophryomegas). Existen algunas especies de serpientes venenosas endémicas de Costa Rica, como la tamagá de cola blanca (Porthidium porrasi), descrita por el herpetólogo costarricense Luis Porras y que habita solamente en los bosques lluviosos de la península de Osa, entre los 0 y 200 m s. n. m. En 2016, científicos de Costa Rica y Estados Unidos descubrieron una nueva especie, Bothriechis nubestris, que habita en los bosques de la cordillera de Talamanca.[8][9]

La serpiente terciopelo es, por mucho, la más abundante. Habitan cerca de la población humana pues se adaptan a ambientes perturbados, lo que explica que sea responsable de más del 50 % de los envenenamientos por mordedura de serpiente en Costa Rica, especialmente en la zona rural. Se ha determinado que en el país ocurren unos 600 casos al año de accidentes ofídicos (tasa de incidencia del 16 %), con entre 5 y 6 muertes al año (tasa de letalidad menor al 1 %). Desde 1970, el Instituto Clodomiro Picado Twight de la Universidad de Costa Rica produce suero antiofídico contra venenos de Viperidae y Elapidae, tanto para uso humano como veterinario, que además se exporta al resto de Centroamérica.

#### Cocodrilos

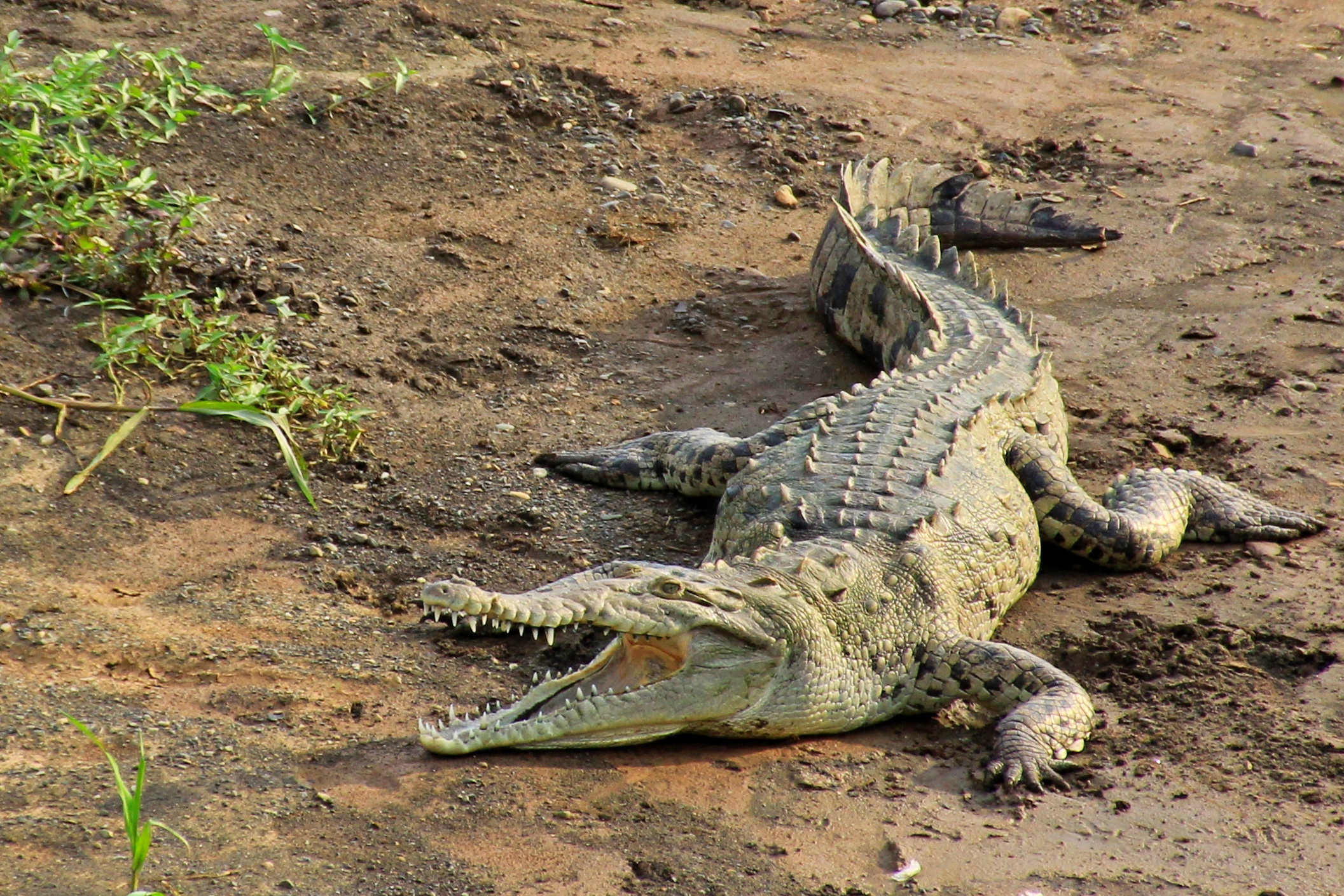
Cocodrilo americano en el río Grande de Tárcoles.

Hay dos especies de cocodrilos, que habitan en ríos, litorales y zonas pantanosas bajas en ambas vertientes del país: el cocodrilo americano (Crocodylus acutus) y el caimán (Caiman crocodilus). Se alimentan de aves acuáticas, peces, tortugas y mamíferos que se acerquen al agua, e incluso han llegado a atacar a seres humanos. La principal población de cocodrilo americano del país se halla en el humedal del río Tempisque, mientras que la de caimanes se halla en Caño Negro. Otras zonas importantes de residencia de estos reptiles son el Pacífico central, el humedal Térraba-Sierpe en el Pacífico sur y la zona de Tortuguero. Su relativamente fácil avistamiento es motivo de atracción de turistas, sobre todo en el Pacífico costarricense. Uno de los puntos conocidos es desde el puente sobre el río Grande de Tárcoles, cercano al parque nacional Carara, cantón de Garabito, provincia de Puntarenas, es relativamente fácil la observación de gran cantidad de ejemplares.

### Aves

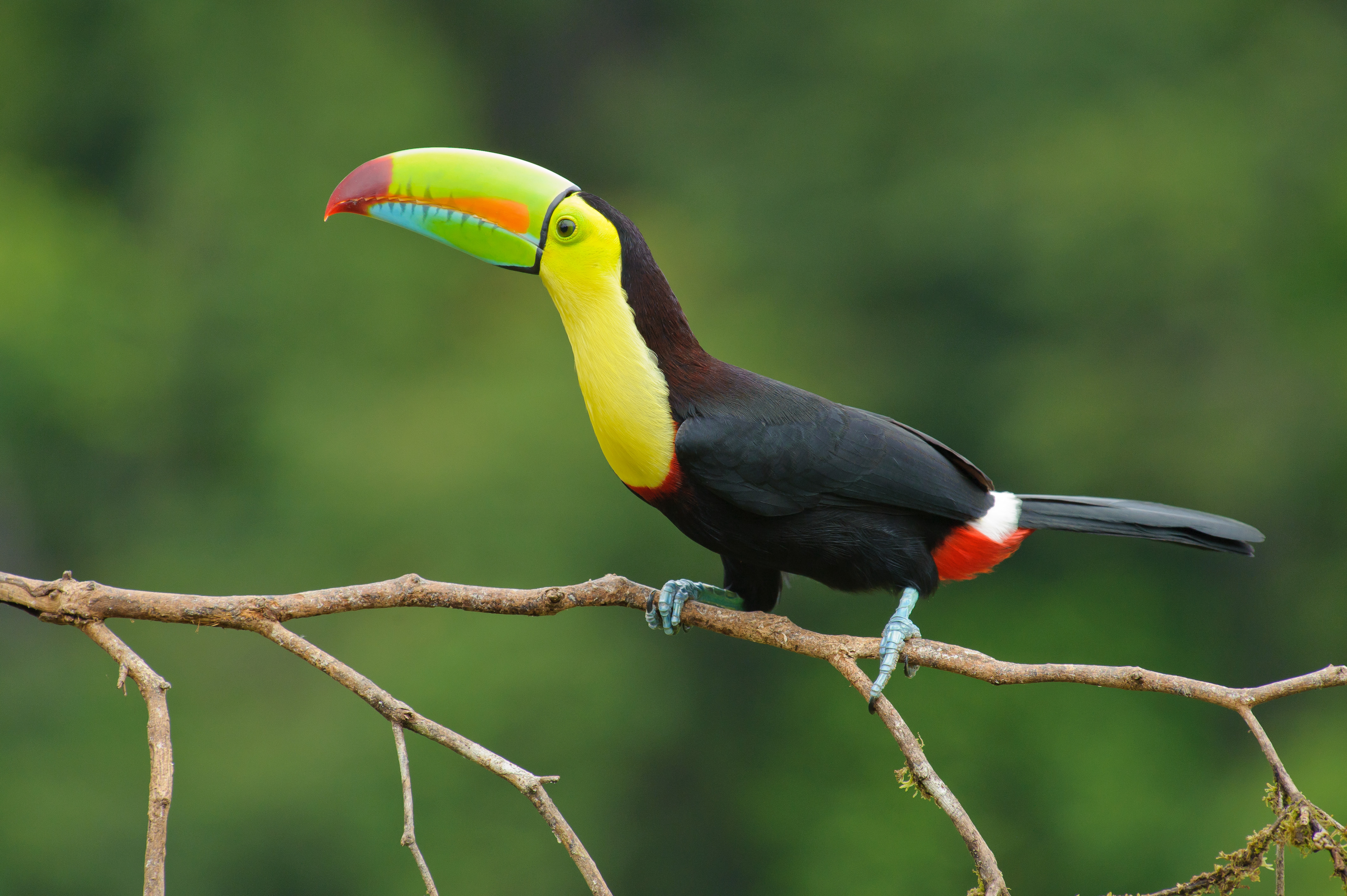
Tucán pico arcoíris (Ramphastos sulfuratus), una de las aves más representativas de Costa Rica.

Costa Rica es uno de los países con mayor diversidad de aves por metro cuadrado en el continente americano. Incluyendo la Isla del Coco y sus aguas territoriales, en Costa Rica se han registrado 910 especies de aves, más que todos las especies registradas en Estados Unidos y Canadá juntos. De ellas, 220 especies son migratorias. Siete de las especies de Costa Rica se consideran endémicas, y 19 se encuentran globalmente amenazadas. Varían en tamaño: desde el colibrí chispita (Selasphorus flammula), de 2,2 gramos y 6 cm, a la enorme jabirú (Jabiru mycteria), de 6,5 kg y 150 cm. En total, las especies de aves de Costa Rica constituyen el 9 % de las especies conocidas en el mundo.
La riqueza aviaria de Costa Rica está mediada por la geografía nacional, que influye grandemente en el clima y la pluviosidad del país, lo que da origen a una variada vegetación. La costa atlántica de Costa Rica es poco regular, con playas arenosas bordeadas por palmeras y cocoteros, pocos afloramientos rocosos e islas fluviales cubiertas de un exuberante bosque húmedo, con zona pantanosas, humedales, ríos largos que forman brazos y meandros. Las aves acuáticas son escasas a lo largo de esta costa, concentrándose en las bocas de los ríos o barras. La costa del Pacífico es más irregular, con numerosos accidentes geográficos, acantilados, playas anchas y arenosas, y manglares abundantes. Las importantes fluctuaciones de las mareas producen excelentes condiciones para la alimentación para aves playeras (gaviotas, charranes y otros) y acuáticas, sobre todo en el golfo de Nicoya y el golfo Dulce, así como concentraciones notables de garzas en los manglares. Al centro del país, las zonas de vida más importantes se encuentran en la cordillera de Tilarán, los macizos centrales de la cordillera Volcánica Central, los valles intermontanos y los altos cerros de la cordillera de Talamanca, que se extiende hasta Panamá, cubiertos de bosque nuboso y lluvioso.

#### Aves migratorias
Se calcula que por Costa Rica transitan alrededor de 5000 millones de aves migratorias cada año, provenientes del círculo polar ártico, Alaska, la tundra canadiense y los grandes lagos, y la costa este y oeste de los Estados Unidos. La migración a través del país se ve favorecida por la geografía de Costa Rica, debido a la disposición noroeste-sureste de su eje montañoso central y a las vastas planicies que bordean ambos océanos, lo que genera gran cantidad de hábitats y ecosistemas aptos para diversas especies. La mitad de las aves migratorias vuelan por debajo de los 1000 m s. n. m., mientras que un 30 % lo hacen entre los 1000 y 2000 m s. n. m., y un pequeño porcentaje por encima de ese nivel.

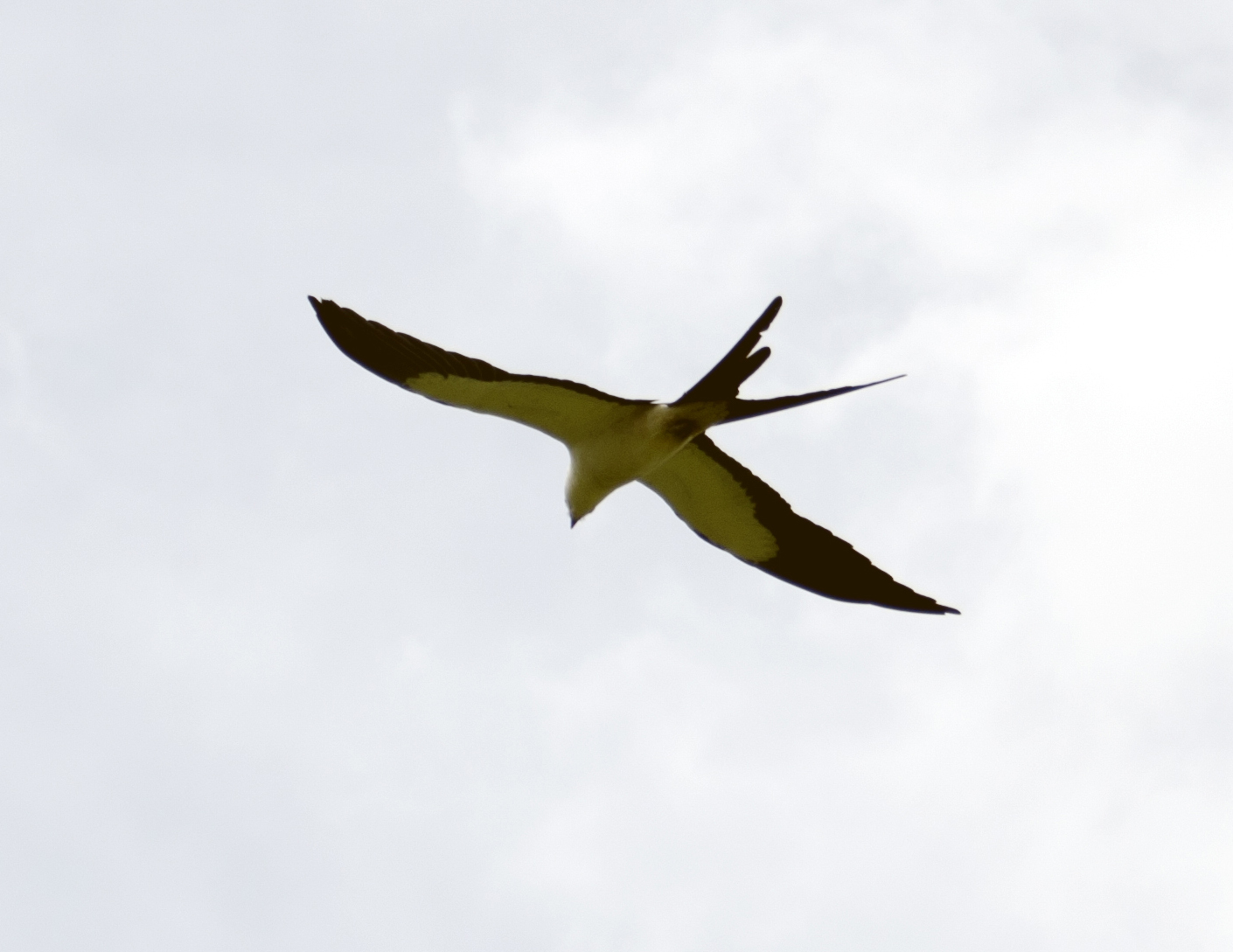
Ejemplar de elanios tijereta (Elanoides forficatus) en vuelo, especie que migra hacia Suramérica, pero es residente reproductiva en Costa Rica.

Las migraciones de aves inician en julio con aves como los chorlitos y correlimos, que se pueden avistar en grandes bandadas de hasta diez especies diferentes, que pueden alcanzar varios miles de individuos, agrupándose en las desembocaduras de los ríos, campos arados, salinas y camaroneras en los alrededores del golfo de Nicoya. Se estima que el 40 % de los chorlitos y correlimos que emigran desde Norte a Suramérica se detienen en sitios de como playa Guiones, playa Pelada y punta Garza, en Nosara, Guanacaste. Entre estas especies de aves playeras, algunas son migratorias de paso, como el correlimos canelo (Tryngites subruficollis) y correlimos pradero (Bartramia longicauda), entre otros, mientras que otras son residentes temporales, extendiendo su estancia en el país entre septiembre y octubre y marzo y abril del año siguiente, como otros correlimos y algunos chorlitos de la familia Charadrius. Destacan la agujeta común (Limnodromus griseus) y el chorlito gris (Pluvialis squatarola).
En agosto, arriban especies como la reinita cerúlea (Setophaga cerulea) y el vireo ojirrojo (Vireo olivaceus), visibles en el Caribe, así como especies rapaces como elanios tijereta (Elanoides forficatus) y elanios plomizos (Ictinia plumbea). En septiembre y octubre abundan golondrinas en las costas y el Valle Central, así como su depredador natural, el halcón peregrino. Los bosques de montaña y el bosque lluvioso, así como parques y patios, se inundan de reinitas, mosqueros, orioles, picogruesos y otros passeriformes como la reinita amarilla (Setophaga petechia), una de las especies más abundantes y distribuidas en todo el país; la reinita trepadora (Mniotilta varia), el cacique veranero (Icterus galbula) y el cardenal veranero (Piranga rubra). El ave migratoria más pequeña de Costa Rica es el colibrí garganta de rubí (Archilochus colubris, P: 3 g), abundante en el valle de Ujarrás entre septiembre y abril, alimentándose del néctar de las flores de las plantaciones de chayote de esta región de la provincia de Cartago.
Al finalizar octubre, los cuerpos de agua del Pacífico reciben diversas especies de patos, así como en el Caribe arriban grandes grupos de garzones. El más abundante es el pato canadiense (Anas discors, L: 38 cm, P: 400 g), que se distingue por sus grandes parches azules sobre las alas. Se le puede observar en las tierras bajas y el Valle Central. Otros patos migratorios son el porrón menor (Aythya affinis), el porrón collarejo (Aythya collaris) y el pato cuchara (Anas clypeata). Estas especies se asientan principalmente en sitios protegidos como el parque nacional Palo Verde, ubicado en las llanuras del río Tempisque en Guanacaste, y que hospeda a 260 especies distintas de aves, así como en los humedales de Mata Redonda y Corral de Piedra, en la cuenca baja del río Tempisque, donde se aglomeran grandes concentraciones de patos canadiendes, así como especies nativas como cigüeñones (Mycteria americana), piches (Dendrocygna autumnalis), garzones y garzas reales.

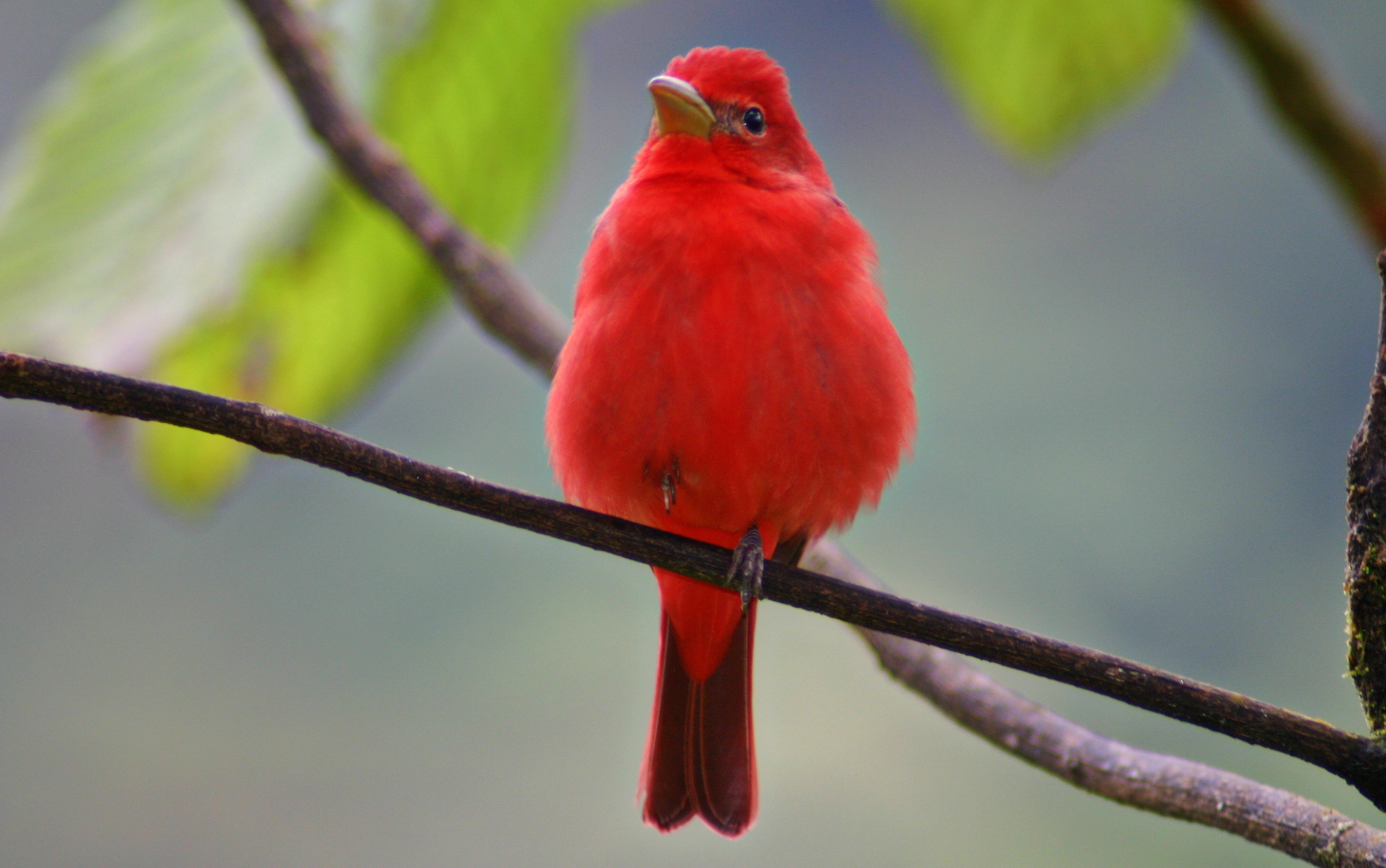
El cardenal veranero (Piranga rubra), común entre mediados de setiembre y mediados a fines de abril, en las bajuras de ambas vertientes. Fotografiado en Sarapiquí.
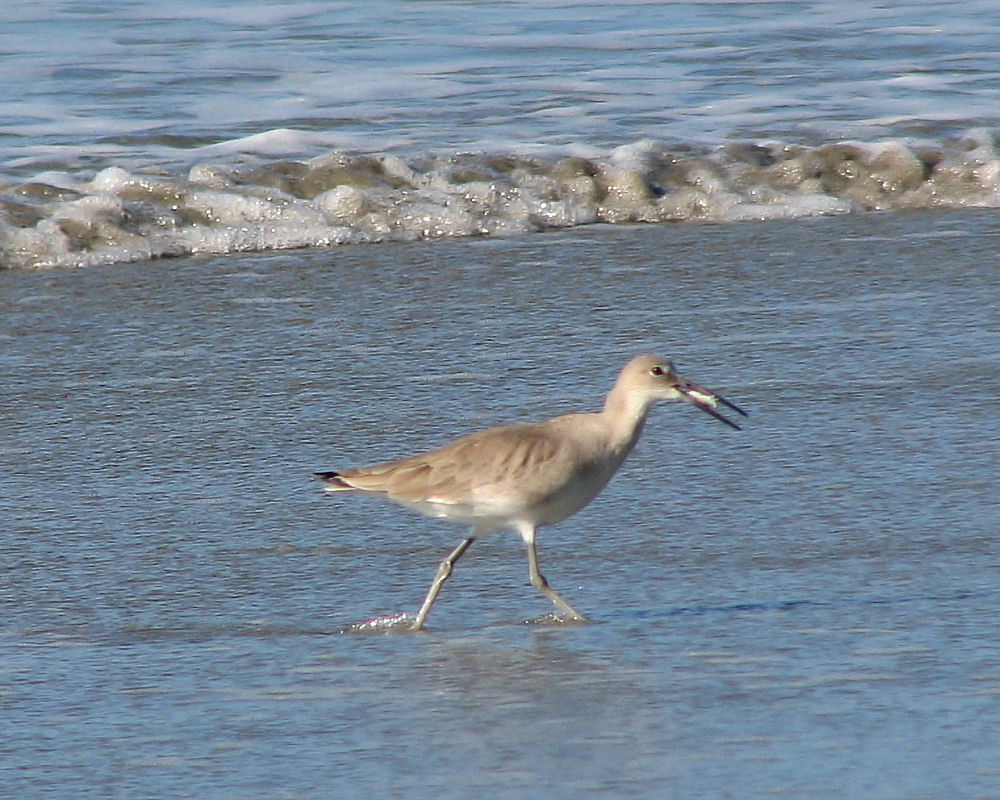
El playero aliblanco (Tringa semipalmata), conocido localmente como pigüilo, abundante en la costa del Pacífico costarricense durante el otoño (de agosto a setiembre) y la primavera (de finales de marzo a finales de mayo). Fotografiado en Manuel Antonio.
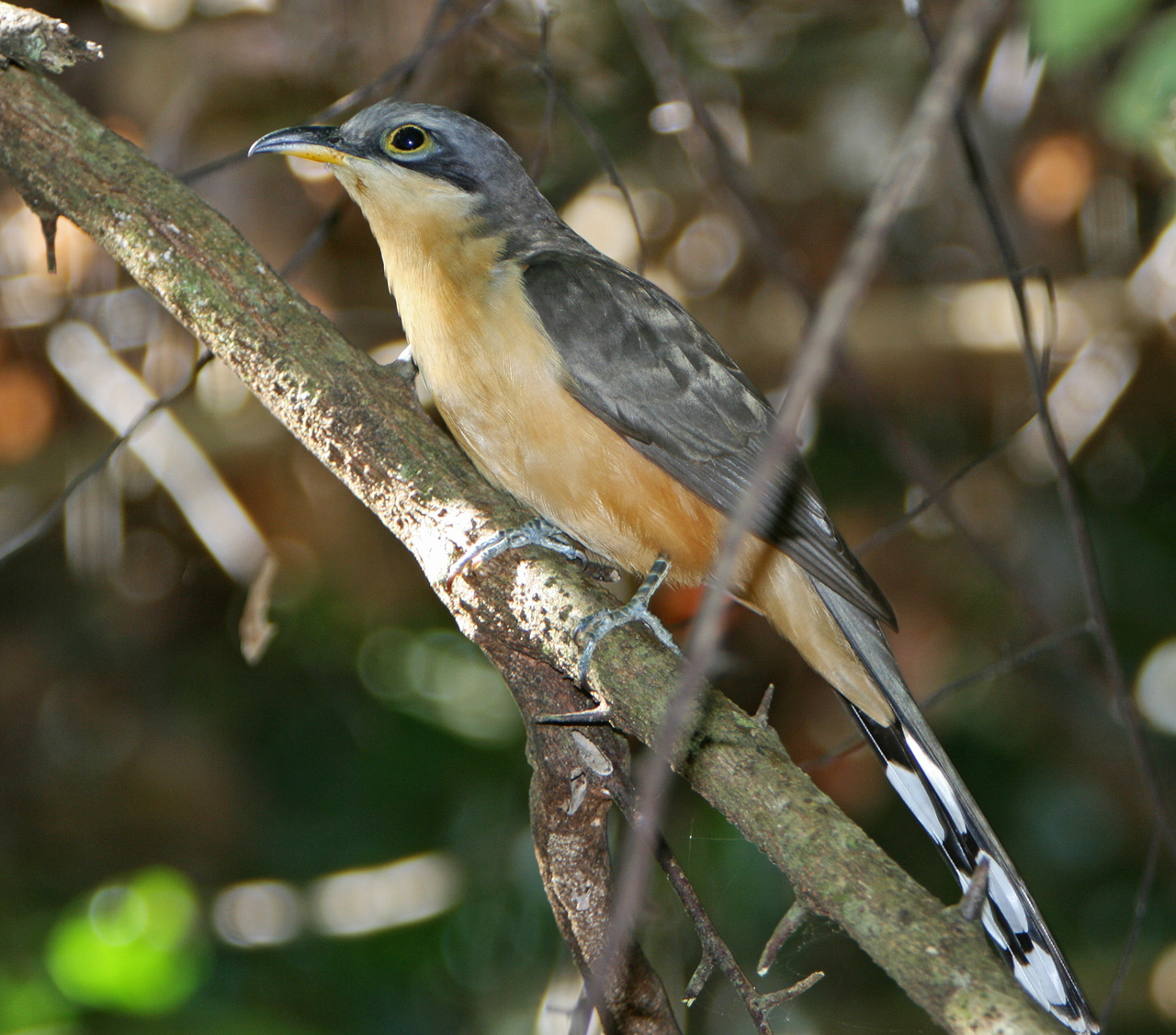
Cuclillo de antifaz (Coccyzus minor), se aloja en el país de diciembre a junio. Se le encuentra en la vertiente del Pacífico, golfo Dulce y el Caribe noroeste. Fotografiado en Manuel Antonio
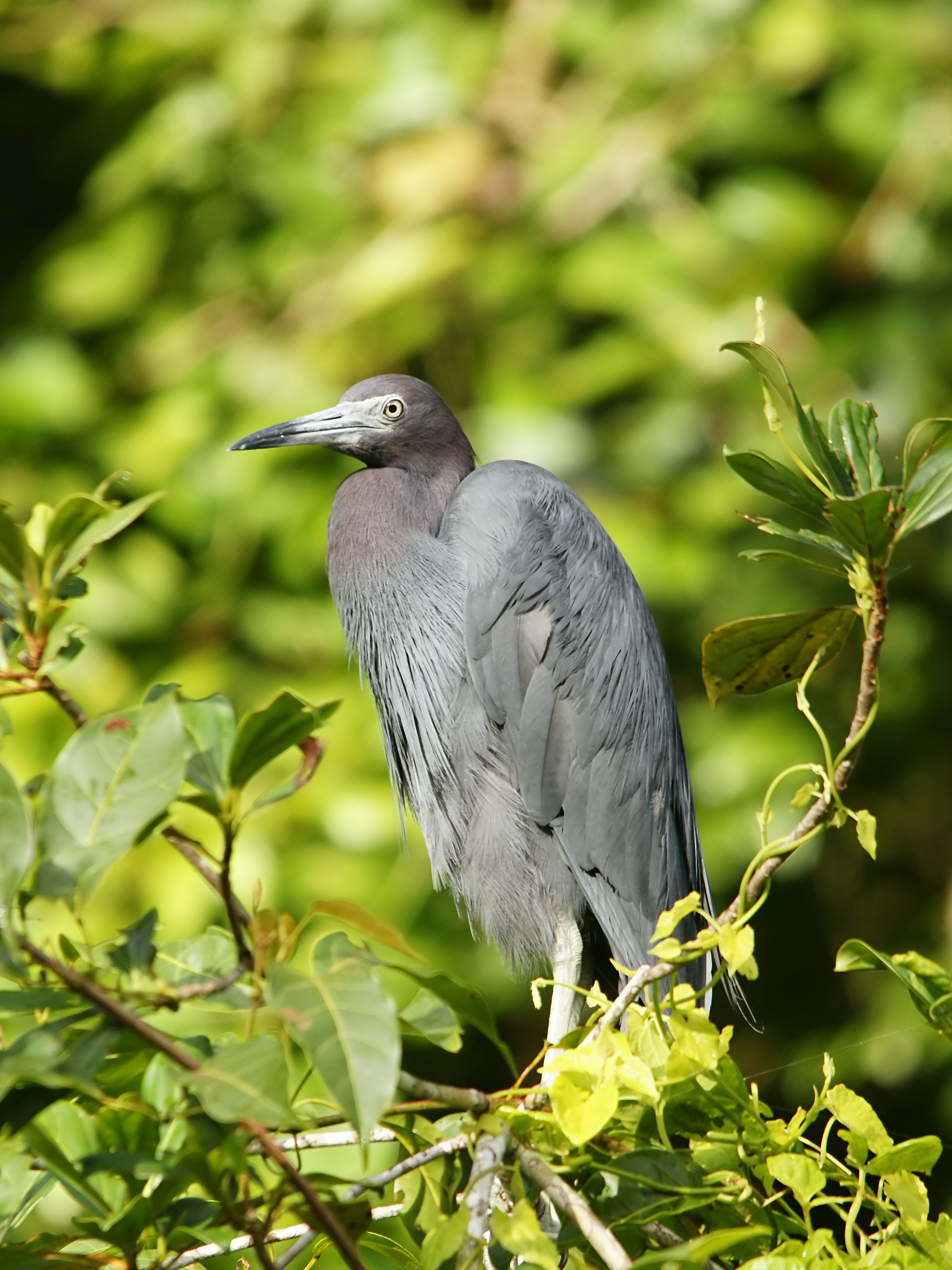
Garza azul (Egretta caerulea) es una especie migratoria y residente de invierno, común en las bajuras de ambas vertientes (Tempisque, Tortuguero). Fotografiada en Tortuguero.
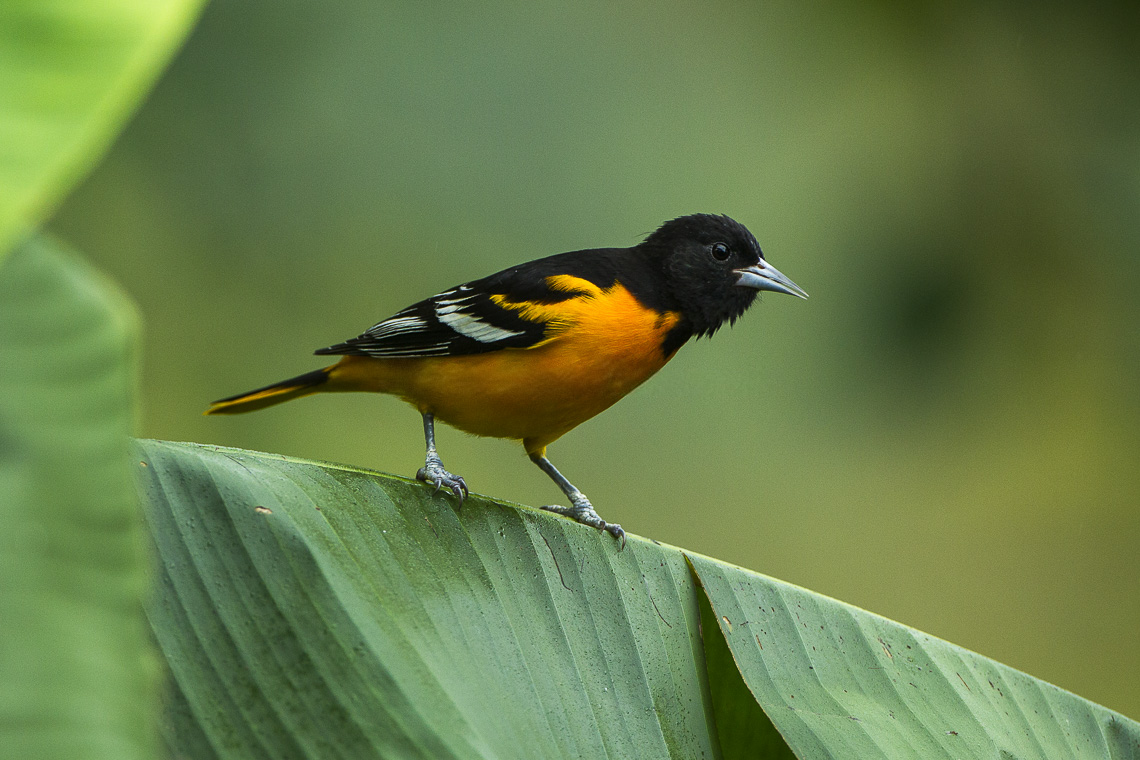
Cacique veranero (Icterus galbula), común de comienzos de setiembre a comienzos de mayo. Fotografiado en Cinchona.

#### Aves residentes
Las aves residentes habitan en el país durante todo el año, aunque realizan migraciones locales o altitudinales, o de un ecosistema a otro, ya sea para reproducirse o alimentarse. En Costa Rica habitan diez especies de trogones, incluyendo al quetzal (Pharomachrus mocinno costaricensis). La subespecie nacional es un poco más pequeña que las que habitan en México y Guatemala (L: 36 cm, P: 210 g). Se caracteriza por su plumaje verde azulado con vientre rojo intenso, con plumas caudales que llegan a medir 70 cm de largo. Realizan migraciones altitudinales coincidiendo con la maduración del aguacatillo, reproduciéndose entre enero y mayo en los bosques nubosos entre 1400 y 3000 m s. n. m. Se les puede hallar en Monteverde, San Gerardo de Dota, El Bosque de los Niños y el Cerro de la Muerte principalmente. En Monteverde también habita el pájaro campana (Procnias tricarunculatus), llamado así por su canto, que emula el tañir de un campana. Esta especie se distingue, además de su fuerte canto, audible a casi un kilómetro de distancia, por sus carúnculas, una especie de bigotes que nacen en la base del pico. Se alimenta principalmente de aguacatillo y otra lauráceas, y es un dispersor de semillas, desplazándose por 8 zonas de vida distintas durante sus migraciones (Monteverde, cordillera de Tilarán, volcán Arenal, Malpaís, golfo de Nicoya, cordillera de Talamanca, Caño Negro y Tortuguero), formando el llamado Corredor Biológico Pájaro Campana.
El jabirú (Jabiru mycteria), llamado en Costa Rica "galán sin ventura", pues su figura sobresale como un gigante blanco sobre los humedales de Guanacaste y Caño Negro, es la cigüeña más grande de América (L: 1.35 m, P: 6.5 kg). Estuvo a punto de extinguirse en los años 1990, cuando llegó a los 16 ejemplares, pero las acciones de conservación lograron recuperar la especie hasta llegar a los 100 individuos. Anida en árboles como ceibas y guanacastes blancos (Albizia niopoides), en los humedales de la cuenca del río Tempisque, el parque nacional Palo Verde, las lagunas de Mata Redonda y Caño Negro, sitios que comparten con otras especies como los ibis y los garzones. En Caño Negro, cerca de 350 especies de aves se agrupan en los espejos de agua, incluyendo aves migratorias como cigüeñas, espátulas y patos, y aves residentes como piches, ibis blanco, cuclillos, martín pescador, reinita cabecidorada (Protonotaria citrea) y el jabirú, así como tres especies de aves residentes que no se encuentran en ninguna otra parte de Costa Rica: zanate lagunero (Quiscalus nicaraguensis), soterrey pechimanchado (Thryothorus maculipectus) y paloma coronigrís (Leptotila plumbeiceps).
Entre las garzas, una de las más sobresalientes es la garza agami (Agamia agami), que frecuenta manantiales y espejos de agua en sitios como la Estación Biológica La Selva y el parque nacional Tortuguero, especialmente la laguna de Mondonguillo y la reserva Pacuare, en el Caribe costarricense. Esta laguna posee un islote de 33 x 19 m que es el único sitio conocido de anidamiento de esta especie en Costa Rica, que se reproduce entre julio y agosto. En un islote junto a la isla Uvita, frente a las costas de Puerto Limón, se asienta la única colonia de aves marinas en el Caribe, el alcatraz pardo (Sula leucogaster), aunque esta especie también se encuentra presente en el Pacífico, sobre todo en el golfo Dulce y Guanacaste.
La lapa roja (Ara macao, L: 90 cm, P: 1 kg) habita principalmente en el litoral Pacífico, formando bandadas de hasta 50 individuos. Son llamativas por su tamaño, su colorido plumaje y su llamado bullicioso. Se encuentran en la franja costera del Pacífico Central, la península de Nicoya, el parque nacional Carara y el parque nacional Corcovado en la península de Osa. La lapa verde (Ara ambiguus), en peligro de extinción, habita en la zona norte del país, alimentándose de los frutos del almendro de montaña. Incluyendo a estas dos especies de guacamayos, en el país hay 17 especies de Psittacidae.
La fragata o tijereta de mar (Fregata magnificens) habita en ambas costas del país, pero solamente se reproduce en dos lugares: la isla Bolaños, en el Pacífico norte, y la isla de los Pájaros, en el golfo de Nicoya. En época reproductiva, el macho desarrolla un buche grande y rojo que infla como un globo para atraer a la hembra. En la isla Bolaños también se reproduce una colonia de pelícanos pardos y otra de garcetas bueyeras, así como una colonia de ostreros americanos que se reproduce en febrero.

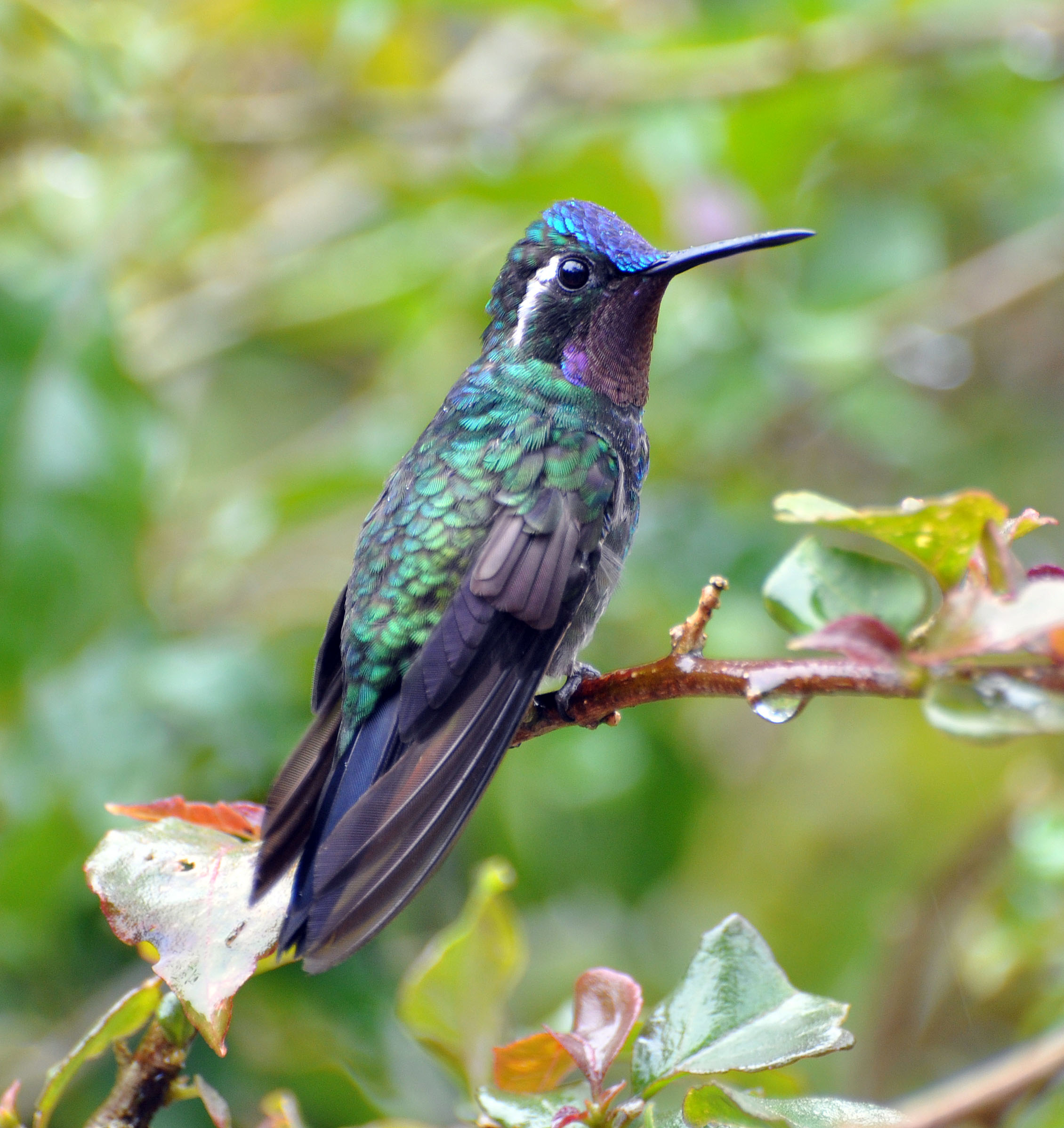
Colibrí montañés gorgimorado (Lampornis calolaemus) en el volcán Poás. En Costa Rica habitan 46 especies de colibríes.
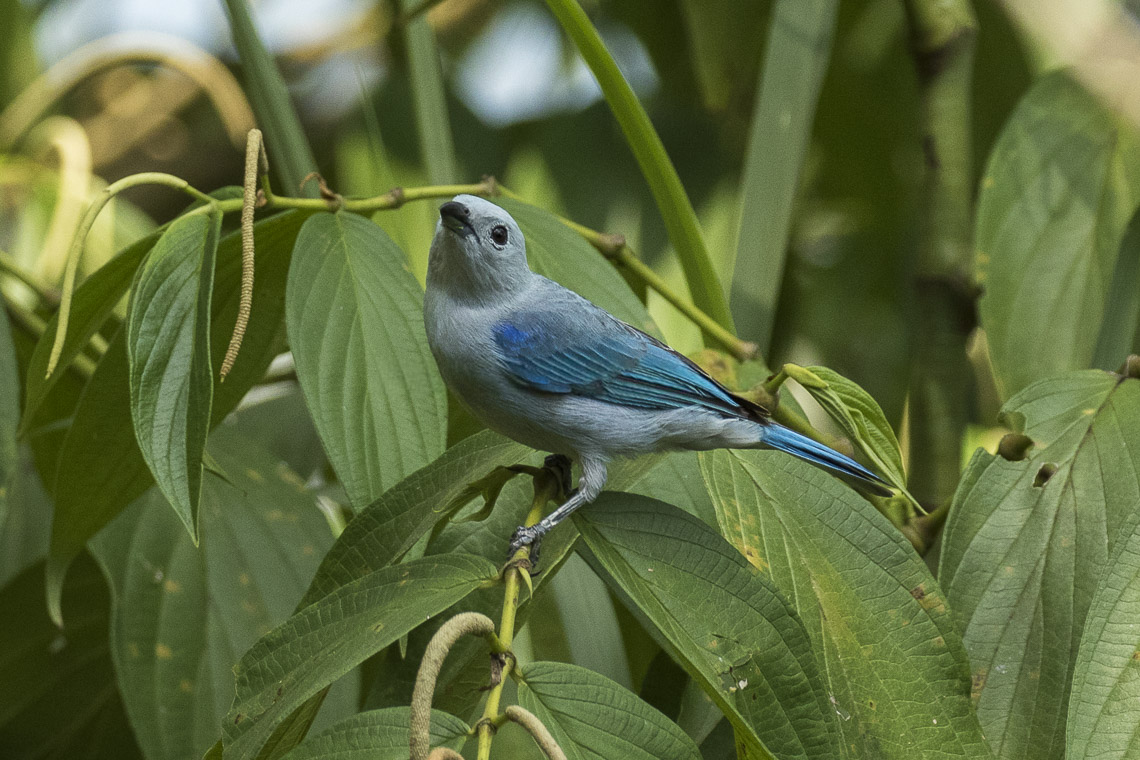
En Costa Rica hay 55 especies de Thraupidae, como la tangara azul (Thraupis episcopus), conocida locamente como viudita.
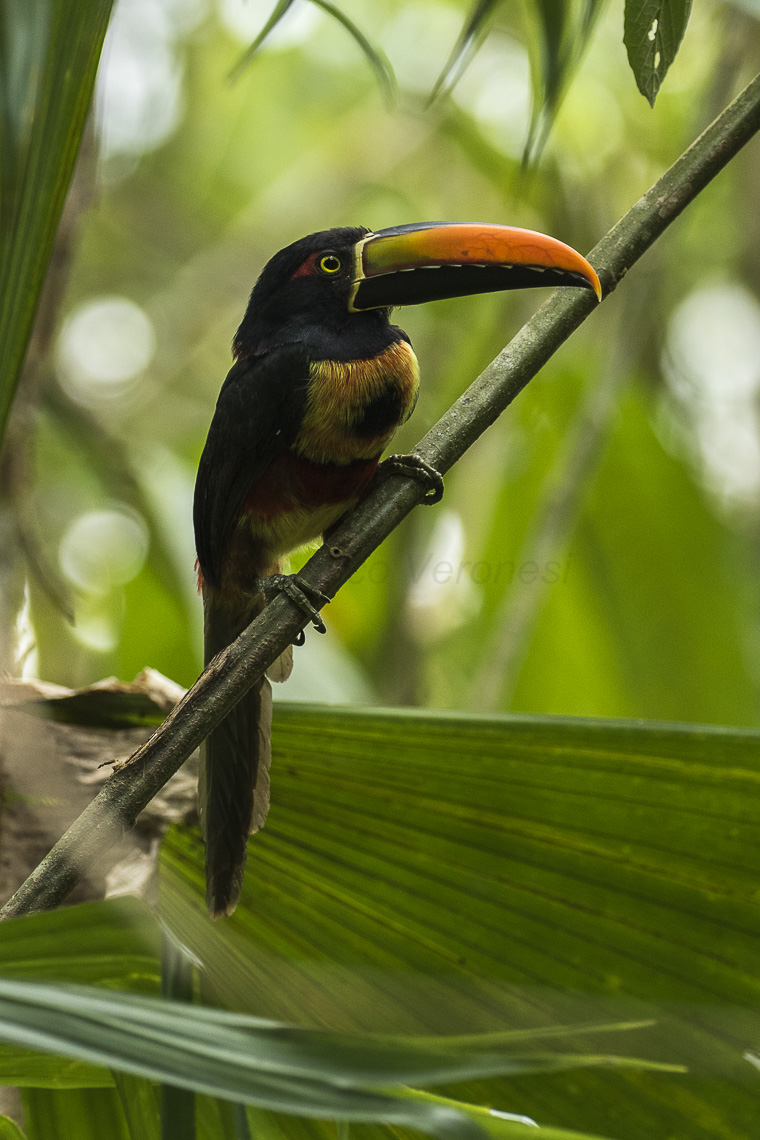
En el país habitan seis especies de tucanes y tucancillos, como el arasarí piquinaranja (Pteroglossus frantzii), llamado coloquialmente cusingo.
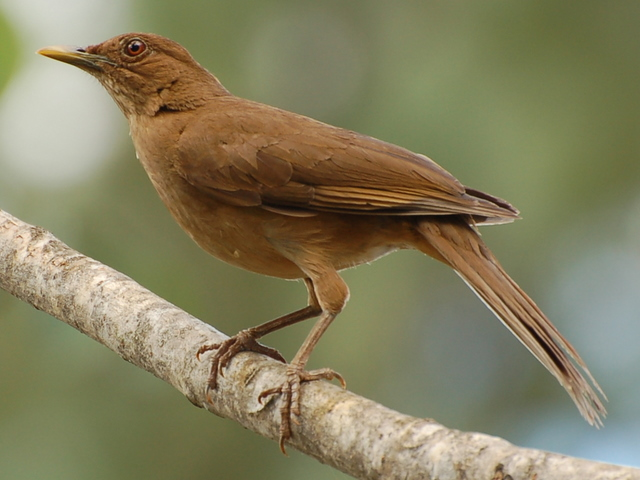
El yigüirro, ave nacional de Costa Rica, se distingue por su canto que anuncia las lluvias en el Valle Central. Es una de las 15 especies de mirlos del país.
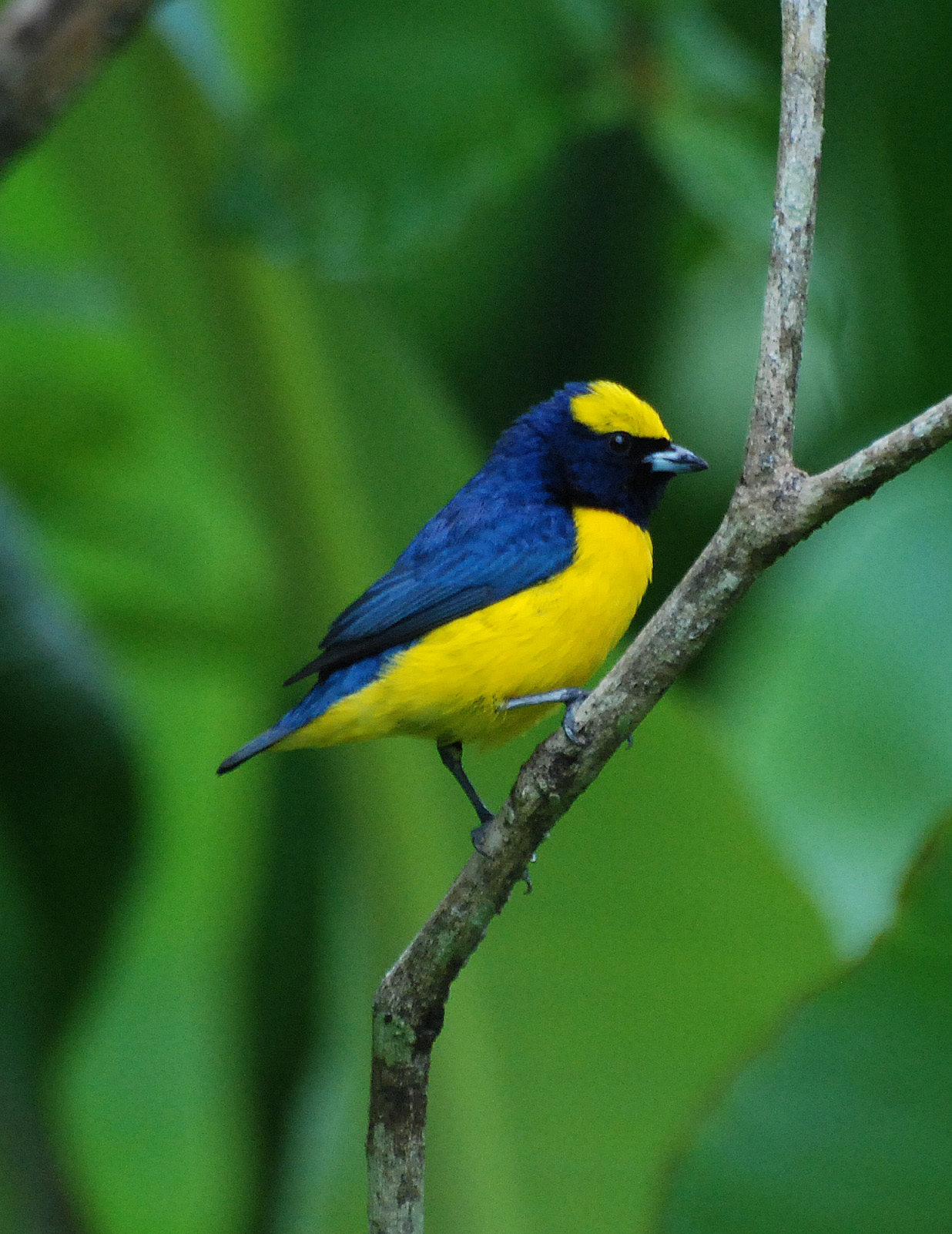
Las aves passeriformes son de las más abundantes en Costa Rica, como este ejemplar de eufonia gorgiamarilla (Euphonia luteicapilla).
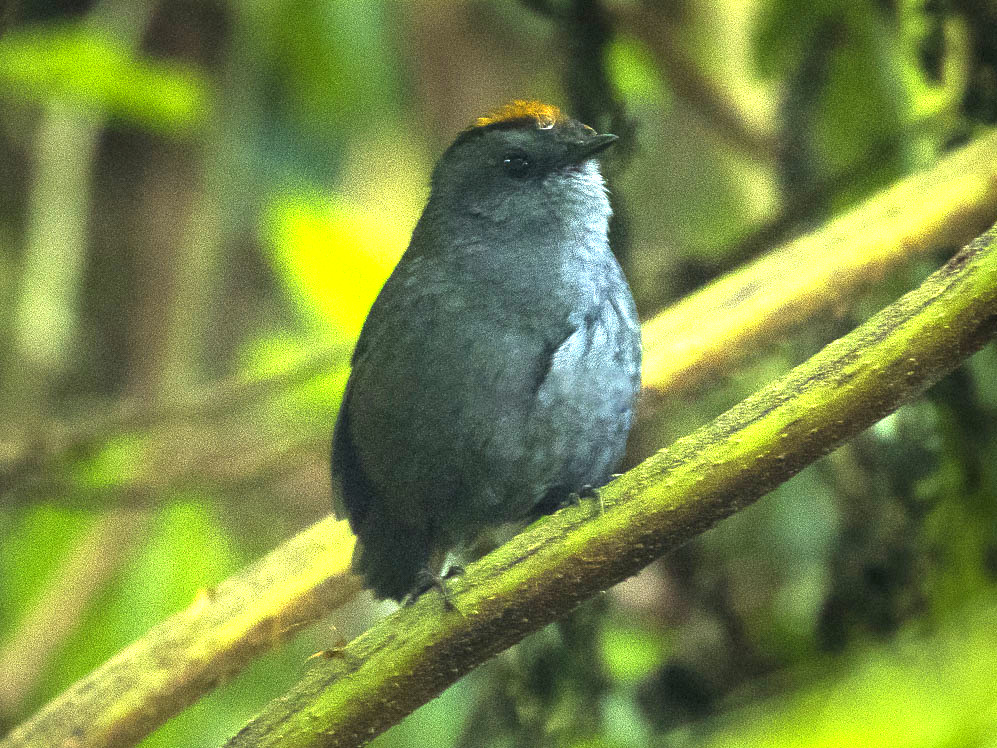
La reinita de Zeledón (Zeledonia coronata), descrita por el ornitólogo costarricense José Castulo Zeledón, es la única especie del género Zeledonia.

#### Aves endémicas
En Costa Rica habitan seis especies endémicas de aves:
- dos colibríes, la esmeralda capirotada (Microchera cupreiceps),[31] que habita en la vertiente del Caribe y las cordilleras de Guanacaste y Tilarán; y la amazilia manglera (Amazilia boucardi), en peligro de etinción, ocupa los manglares del litoral Pacífico, desde el golfo de Nicoya hasta el golfo Dulce;[32]
- el cuclillo de la isla del Coco (Coccyzus ferrugineus),[33] el mosquerito de la isla del Coco (Nesotriccus ridgwayi)[34] y el pinzón de la isla del Coco (Pinaroloxias inornata),[35] que son endémicos de esta isla;
- y la piranga hormiguera de mejillas negras (Habia atrimaxillaris), que habita solo en la península de Osa.[36]

Además, hay 68 especies de aves endémicas de Costa Rica y el oeste de Panamá (litoral Pacífico, cordillera Volcánica Central y cordillera de Talamanca-Chiriquí), entre ellas el colibrí chispita (Selasphorus flammula); la pava negra (Chamaepetes unicolor); el chotacabras sombrío (Antrostomus saturatus); la urraca gorgiplateada (Cyanolyca argentigula); el carpintero nuquidorado (Melanerpes chrysauchen), entre muchos otros; 25 especies de aves endémicas del Caribe de Centroamérica, que se distribuyen entre Honduras y Panamá; y 2 endemismos especiales: el carpintero de Hoffmann (Melanerpes hoffmannii), que habita en la única especie de bosque seco endémica de la región y se distribuye desde el sur de Honduras hasta el centro de Costa Rica; y el pájaro campana (Procnias tricarunculatus), que se reproduce en las tierras altas de Costa Rica, luego baja y se distribuye por las tierras bajas del país, y se encuentra desde Honduras a Panamá.

#### Aves rapaces
En Costa Rica habitan gran cantidad de especies rapaces y carroñeras, tanto migratorias como residentes. Hay 37 especies de gavilanes, 13 de halcones, 9 de lechuzas y 16 de búhos y lechuzas. En el país está presente el águila harpía (Harpia harpyja), el águila más grande del hemisferio occidental, y que fue motivo frecuente en el arte precolombino costarricense, sobre todo en objetos hechos de oro. Entre las especies de rapaces residentes más conocidas se encuentra el caracara (Caracara cheriway), que habita en las tierras secas del noroeste del país, en sitios de las provincias de Puntarenas y Guanacaste. En lo que se refiere a zopilotes y buitres, el más grande es el zopilote rey (Sarcoramphus papa), que se observa más frecuentemente en la región de la península de Osa, mientras que el zopilote negro (Coragyps atratus) es uno de los más abundantes, aunque se les observa raramente por encima de los 2000 m s. n. m.
Entre los búhos y lechuzas residentes, se pueden mencionar al estucurú (Megascops choliba), el oropopo u búho de anteojos (Pulsatrix perspicillata), la sorococa (Megascops cooperi), y algunas especies accidentales, como la lechuza llanera (Athene cunicularia), que se observó en 2012 luego de 100 años de no reportarse en el país.
Más de 3.5 millones de rapaces migratorias cruzan los cielos de Costa Rica cada año. Se trata de 17 especies de gavilanes, águilas pescadoras, halcones y zopilotes, que se encuentran en las llanuras del norte y el Caribe Sur, cerca del parque nacional Cahuita, así como en el sector de Varablanca. Entre estas especies, destacan el zopilote cabecirrojo, el gavilán aludo (Buteo platypterus), el elanio rojinegro, el gavilán de Swainson (Buteo swainsoni), el halcón peregrino y el gran gavilán negro (Buteogallus urubitinga), así como el águila pescadora (Pandion haliaetus).

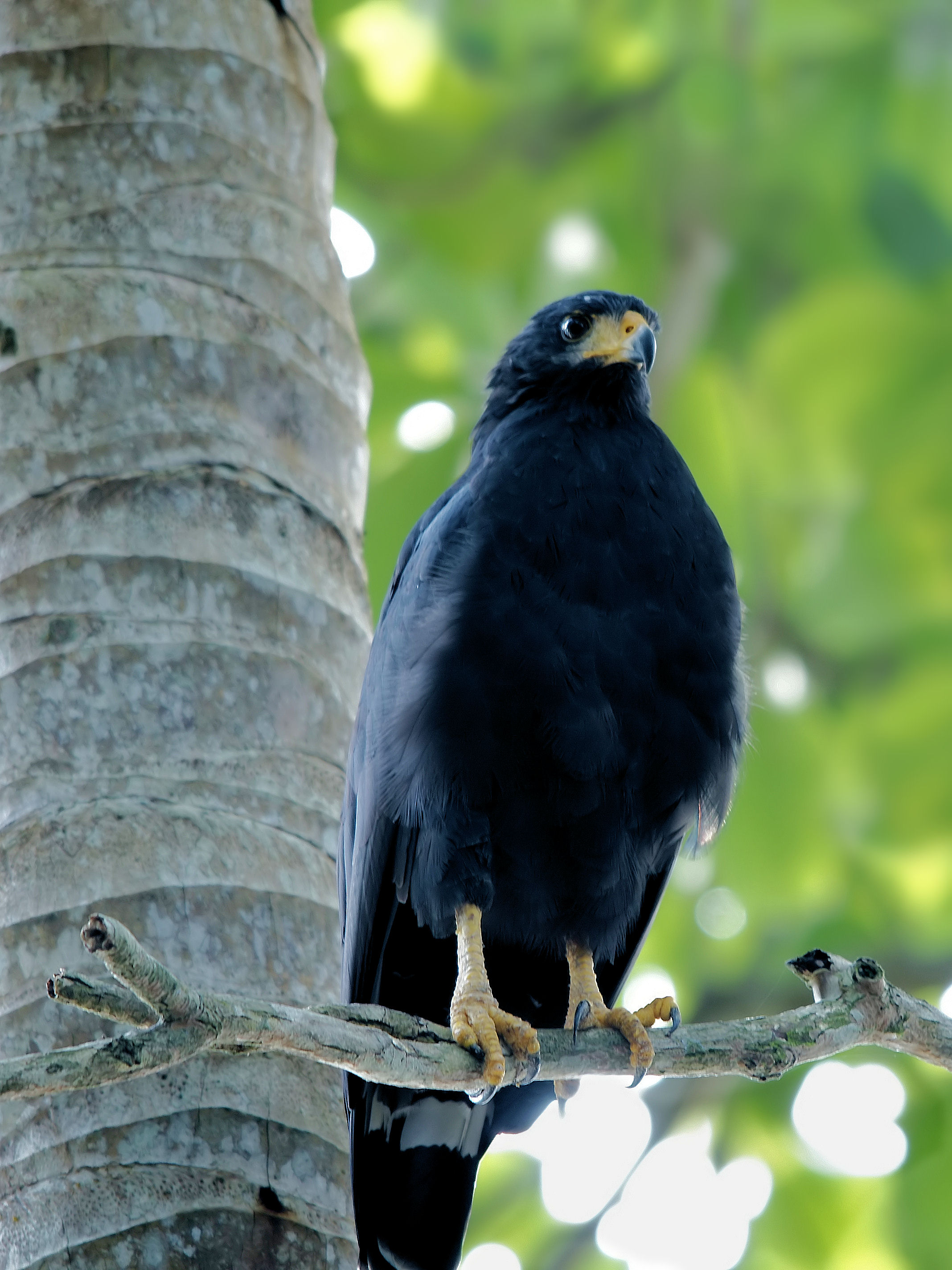
Gavilán cangrejero (Buteogallus anthracinus), en el parque nacional Cahuita.
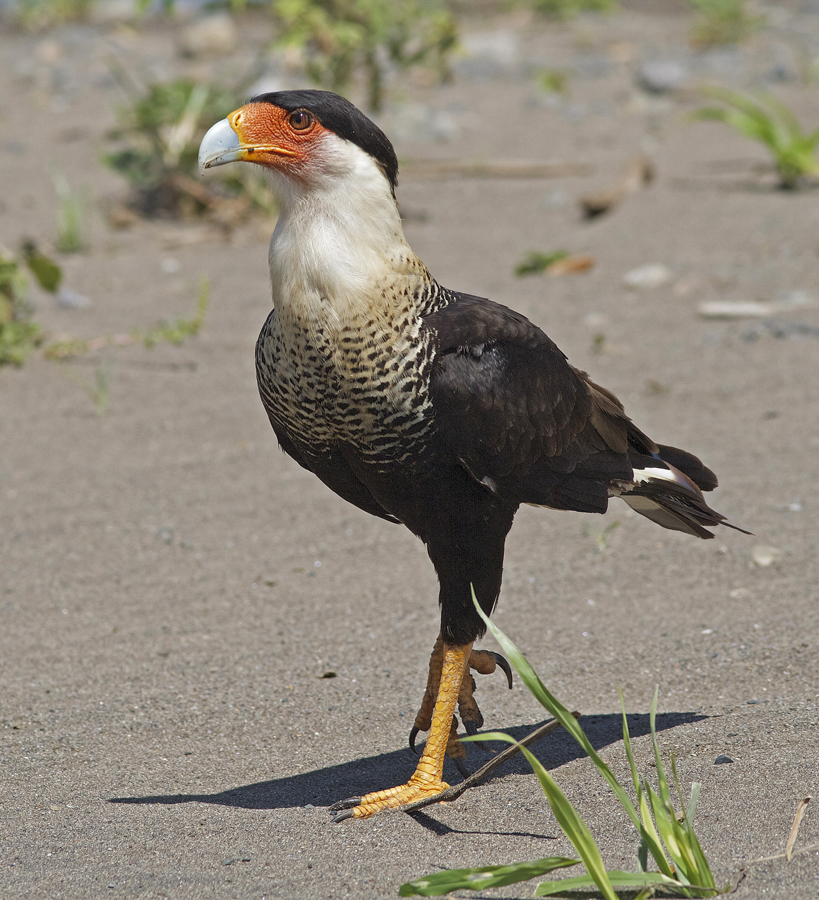
Caracara (Caracara cheriway), también conocido como "quebrantahuesos", en el río Tárcoles.
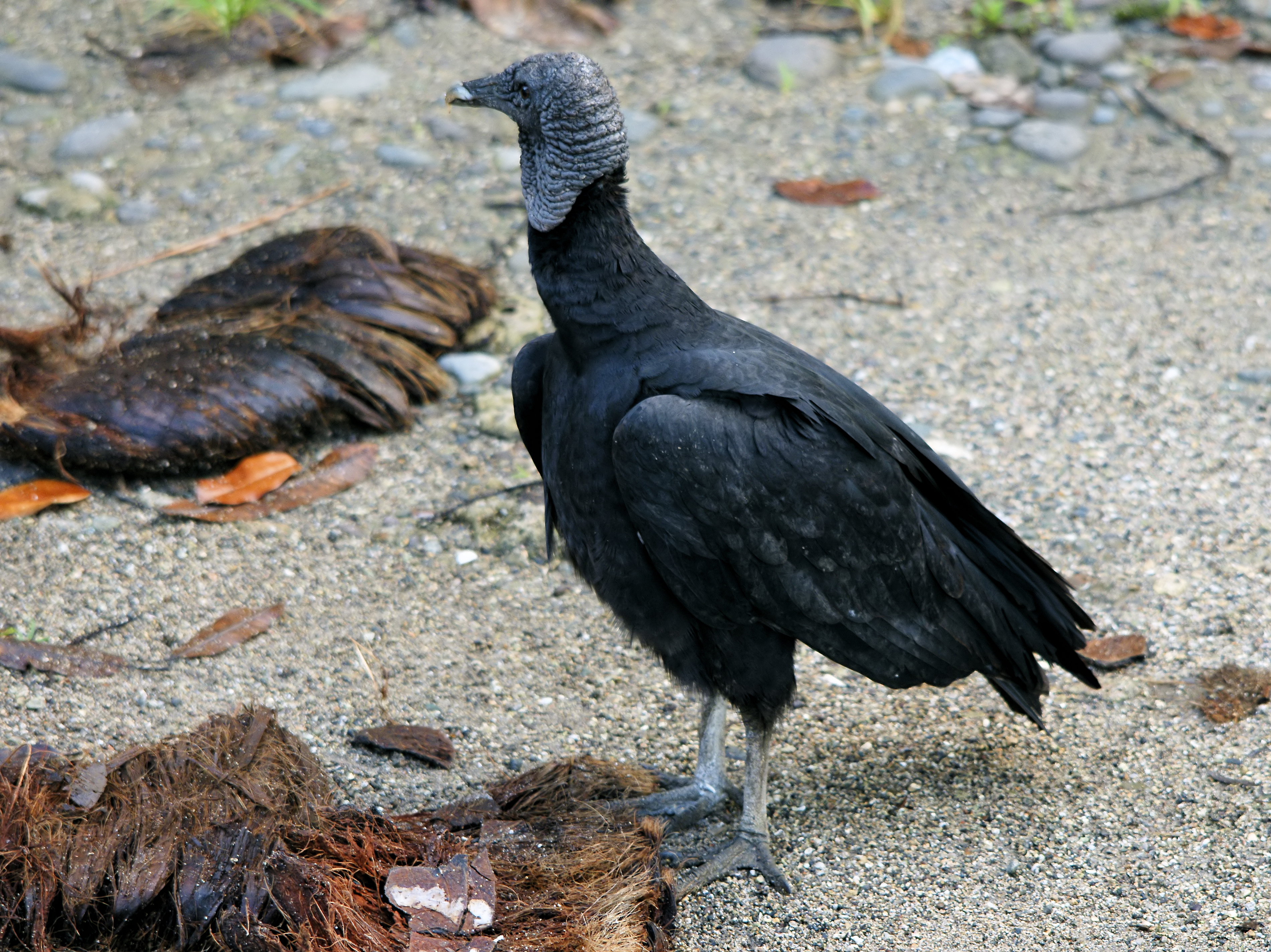
Zopilote negro (Coragyps atratus), llamado coloquialmente "zoncho", fotografiado en Cahuita.
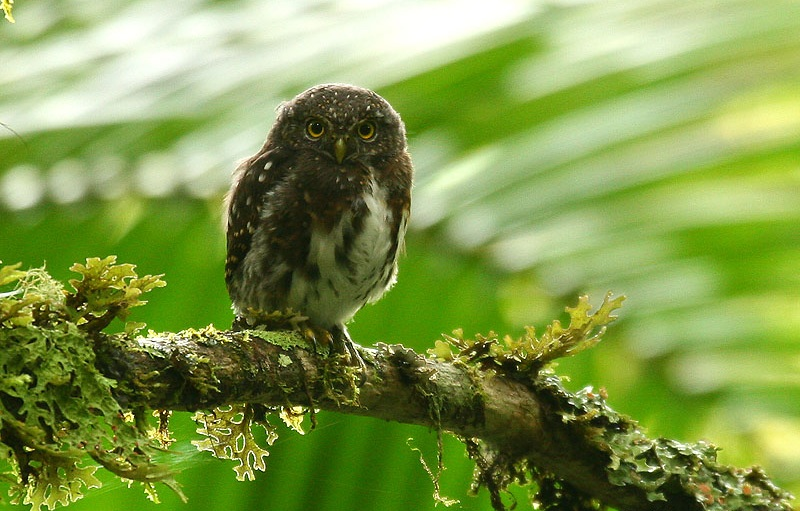
Mochuelo costarricense (Glaucidium costaricanum), llamado majafierro, fotografiado en San Gerardo de Dota.
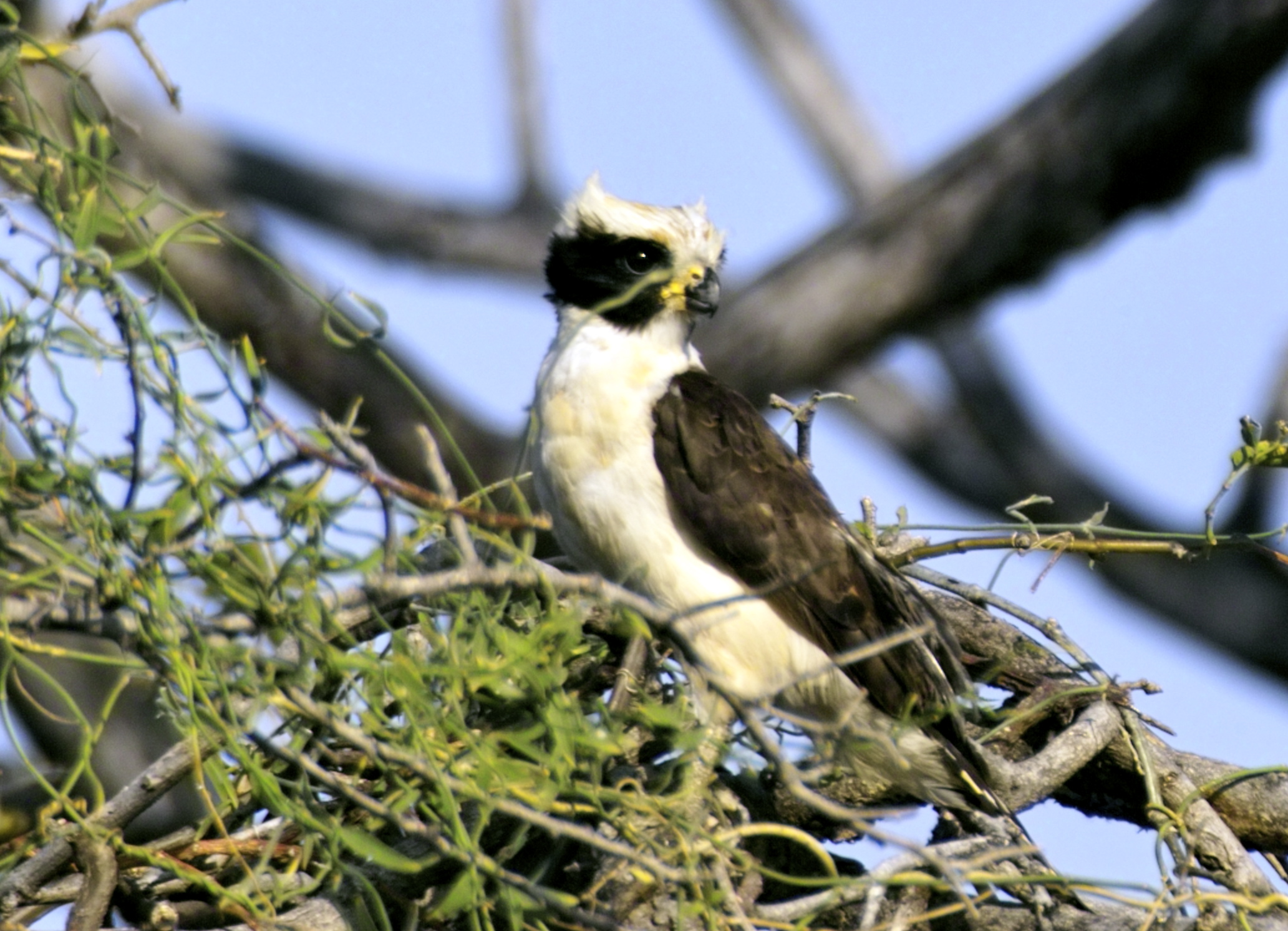
Halcón reidor, (Herpetotheres cachinnans), conocido en el país como "guaco", fotografiado en Liberia, Guanacaste.

### Mamíferos
Costa Rica es hogar de 249 especies de mamíferos, de los cuales 23 son especies acuáticas, y 6 endémicas. Los mamíferos de Costa Rica varían en tamaño, de los 3 gramos del murciélago sin pulgares a los 250 kg del tapir, el mamífero terrestre más grande del Neotrópico. La fauna de gran tamaño, como el tapir, el jaguar y el venado se encuentran raramente, y están ligados a los hábitats fragmentados inalterados.
En la isla del Coco, no se ha registrado la presencia de mamíferos terrestres nativos de la isla, pero se han introducido cuatro especies: el cerdo (Sus scrofa), que es el mamífero más abundante, seguido del gato doméstico (Felis silvestris catus), la rata doméstica (Rattus rattus) y el venado cola blanca (Odocoileus virginianus). De ellos, los tres primeros fueron introducidos de forma accidental por marineros y balleneros durante el siglo xix, mientras que el venado cola blanca fue introducido durante el siglo xx con propósitos de conservación.

#### Quirópteros, roedores y lagomorfos

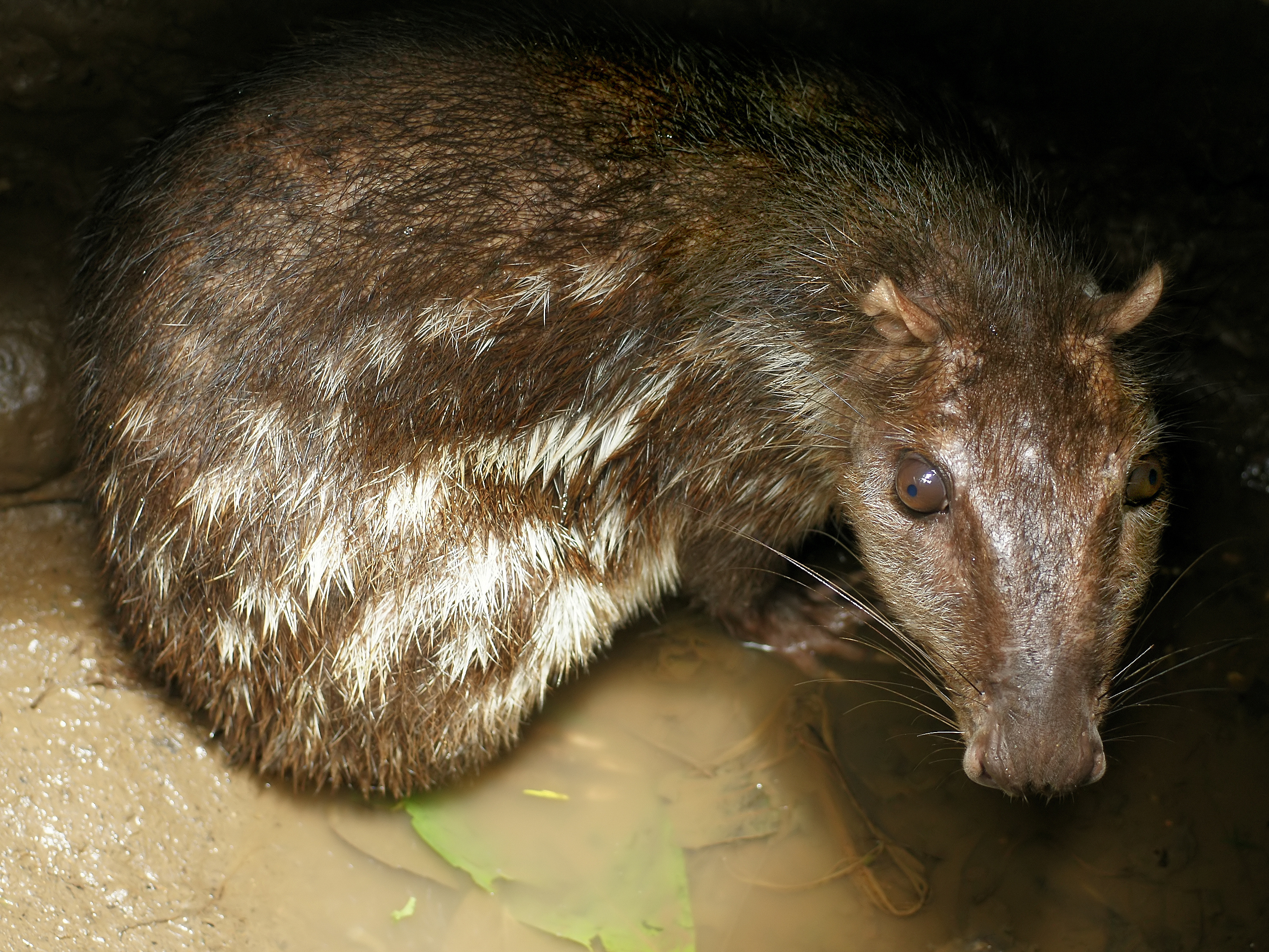
El tepezcuintle (Cuniculus paca) fue ampliamente cazado en el pasado por su carne.

Los mamíferos más abundantes del país son los murciélagos, agrupados en nueve familias y 108 especies. Se adaptan a los distintos métodos de forrajeo y alimentación, incluyendo néctar, peces e insectos. En el país existen tres especies de murciélago-vampiro, que se alimenta de sangre: Desmodus rotundus, Diaemus youngi y Diphylla ecaudata.
En abundancia, a los murciélagos les siguen los roedores, con cinco familias y 40 especies que se distribuyen en todo el país. Entre los roedores, hay varias especies destacadas: tepezcuintle (Cuniculus paca); guatuza (Dasyprocta punctata); y puercoespín (Sphiggurus mexicanus). Hay cuatro especies de taltuzas, de las cuales tres son endémicas del país (Orthogeomys cherriei, Orthogeomys heterodus y Orthogeomys underwoodi). Las ardillas se agrupan en cinco especies, siendo la más abundante Sciurus variegatoides, la más grande del país, con al menos 8 patrones distintos de color (amarillo pálido, café oscuro, negro, gris pálido). La ardilla pigmea montañesa (Syntheosciurus brochus) es endémica del país, hallándose únicamente en el volcán Poás y la cordillera de Talamanca.
En el país existen tres especies de conejos y liebres de la familia Leporidae, orden Lagomorpha: Sylvilagus brasiliensis, Sylvilagus floridanus y Sylvilagus dicei, esta última endémica de Costa Rica y oeste de Panamá.

#### Primates
En Costa Rica hay cuatro especies de monos: de la familia Cebidae, el mono carablanca o capuchino (Cebus capucinus), el más común del país, que es más fácilmente de observar en sitios como el parque nacional Santa Rosa y el parque nacional Manuel Antonio; el mono tití o ardilla (Saimiri oerstedii) es el mono más pequeño del país (L: 33 cm, P: 1 kg) y se encuentra amenazado de extinción. Su pelaje es colorado, blancuzco en la cara y el pecho. Son la única de las especies de monos de Costa Rica que realizan el apareamiento y la reproducción de forma sincronizada. El periodo de gestación durante seis meses, dándose los nacimientos entre marzo y abril, coincidiendo con la abundancia de frutos. Una característica de estos monos es que las hermanas mayores comparten la crianza de las crías. Los titís se agrupan en tropas de 12 a 45 individuos, asociándose a los grupos de monos carablanca, que no los atacan, pero los obligan a esperar hasta que los capuchinos sacien su apetito. Se alimentan de frutos silvestres, insectos, pequeños vertebrados como lagartijas, huevos de ave, néctar y son polinizadores. En Costa Rica hay dos subespecies: Saimiri oerstedii citrinellus es endémica de Costa Rica y solo se encuentra en el parque nacional Manuel Antonio, mientras que Saimiri oerstedii oerstedii habita en la selva lluviosa del parque nacional Corcovado formando tropas de hasta 70 individuos. En el parque nacional La Cangreja se ha reportado la presencia de una población muy reducida de monos titís citrinellus, que habita en parches de bosque premontano. En el parque nacional Manuel Antonio, se han observado tropas asociadas de C.capucinus y S.oerstedii que viajan juntas, se alimentan juntas y se transmiten alarmas de unas a otras en presencia de algún depredador.
En el país hay dos especies de la familia Atelidae: el mono aullador o mono congo (Alouatta palliata), ampliamente difundido por las selvas umbrófilas y tropófilas de todo el país. Esta especie es la mayor entre todos los primates de Costa Rica y de América. Se distingue por su potente aullido, que puede escucharse en un radio de 3 km; el mono araña o mono colorado (Ateles geoffroyi) habita en el parque nacional Santa Rosa, el parque nacional Tortuguero y el parque nacional Corcovado, y se encuentra en peligro de extinción. En Costa Rica hay dos variedades, negro y marrón.

#### Cingulados y pilosos
Existen dos especies de armadillos: el armadillo de nueve bandas (Dasypus novemcinctus) y el armadillo zopilote (Cabassous centralis), llamado así por su olor particular. De ambas especies, el armadillo de nueve bandas es la única especie de mamífero que se ha registrado en todas las áreas de conservación de Costa Rica.
Se han descrito dos especies de oso hormiguero: el tamandú (Tamandua mexicana), que es pequeño, arborícola, de pelambre amarilla con un chaleco de color negro, y el oso hormiguero gigante (Myrmecophaga tridactyla), presuntamente extinto, aunque se cree que puede haber ejemplares en el parque nacional Corcovado. El serafín (Cyclopes didactylus) habita en las tierras bajas de ambas vertientes, desde el nivel del mar hasta los 1500 m.
En Costa Rica hay dos especies de perezosos, llamados también "pericas ligeras", ambas protegidas: el perezoso de tres dedos (Bradypus variegatus) es el más común. Es pequeño, de pelaje parduzco, grisáceo y áspero, cabeza pequeña y achatada, con cara de «mono sonriendo», con una trompa pequeña y oscura, y una pequeña cola. Su pelo tiene una relación simbiótica con Rufusia pilicola, un alga roja, que le da al cuerpo apariencia de musgo, lo que sirve como camuflaje. La otra especie es el perezoso de dos dedos (Choloepus hoffmanni), más grande que B.variegatus, de pelaje largo y desgreñado; sobre la cabeza es pardo pálido, con un tono pardo sobre la corona, blanco alrededor de la cara, trompa bulbosa parecida a la del cerdo, sin cola. Ambas especies son folívoras y arborícolas.

#### Artiodáctilos y perisodáctilos
Los artiodáctilos se dividen en dos familias:
- Tayassuidae, con dos especies, el saíno (Tayassu tajacu) y el cariblanco (Tayassu pecari). Se diferencian porque el saíno es más pequeño, más abundante y tiene un distintivo collar de color crema que se extiende desde los hombros hasta el pecho.[46] El saíno es una especie forrajera que se alimenta de gran cantidad de plantas, insectos y pequeños vertebrados. El cariblanco, llamado también chancho de monte, es más grande, se alimenta de frutos, raíces, hojas, huevos e insectos. Sus manadas son más agresivas y con mayor número de individuos, pero su presencia está más restringida: parques nacionales Corcovado, Santa Rosa, Guanacaste, Chirripó, Macizo de la Muerte-Tapantí y Tortuguero, Internacional La Amistad y refugio de vida silvestre Barra del Colorado.[47]
- Cervidae, también con dos especies, el cabro de monte (Mazama americana) y el venado cola blanca (Odocoileus virginianus). El venado cola blanca se caracteriza porque sus cachos son más pequeños que las de los ejemplares de América del Norte, debido a que tienen una dieta pobre en calcio.[43][48] Se encuentra en las áreas protegidas principalmente (Huetar Norte, Arenal, cordillera Volcánica Central, Guanacaste, Osa, Pacífico Central, Tempisque, Tortuguero, isla del Coco, La Amistad). Debido a que es objeto de caza, se han realizado diversas estrategias de conservación de la especie, como su declaratoria con símbolo nacional de la fauna silvestre, reintroduciendo la especie en las zonas donde su población ha sido diezmada o es muy pequeña (Cóbano, península de Nicoya), o en áreas nuevas donde antes no tenía presencia (isla del Coco).

La única especie de perisodáctilo es el tapir (Tapirus bairdii), conocido localmente como danta. Se ha registrado la presencia de la danta en hábitats disponibles en ambas vertientes del país, restringida principalmente a las áreas de conservación. En el parque nacional Corcovado se ha calculado su número en unos 250 individuos. Es un herbívoro solitario que se alimenta de gran cantidad de plantas. Sus heces a veces tienen semillas germinadas, lo que convierte a la danta en dispersor de semillas. Viven cerca de ríos y abrevaderos, dado que tienen gran afinidad por el agua, de modo que a veces duermen o defecan en la misma. Es una especie considerada en peligro de extinción por la pérdida de su hábitat debido a la deforestación.

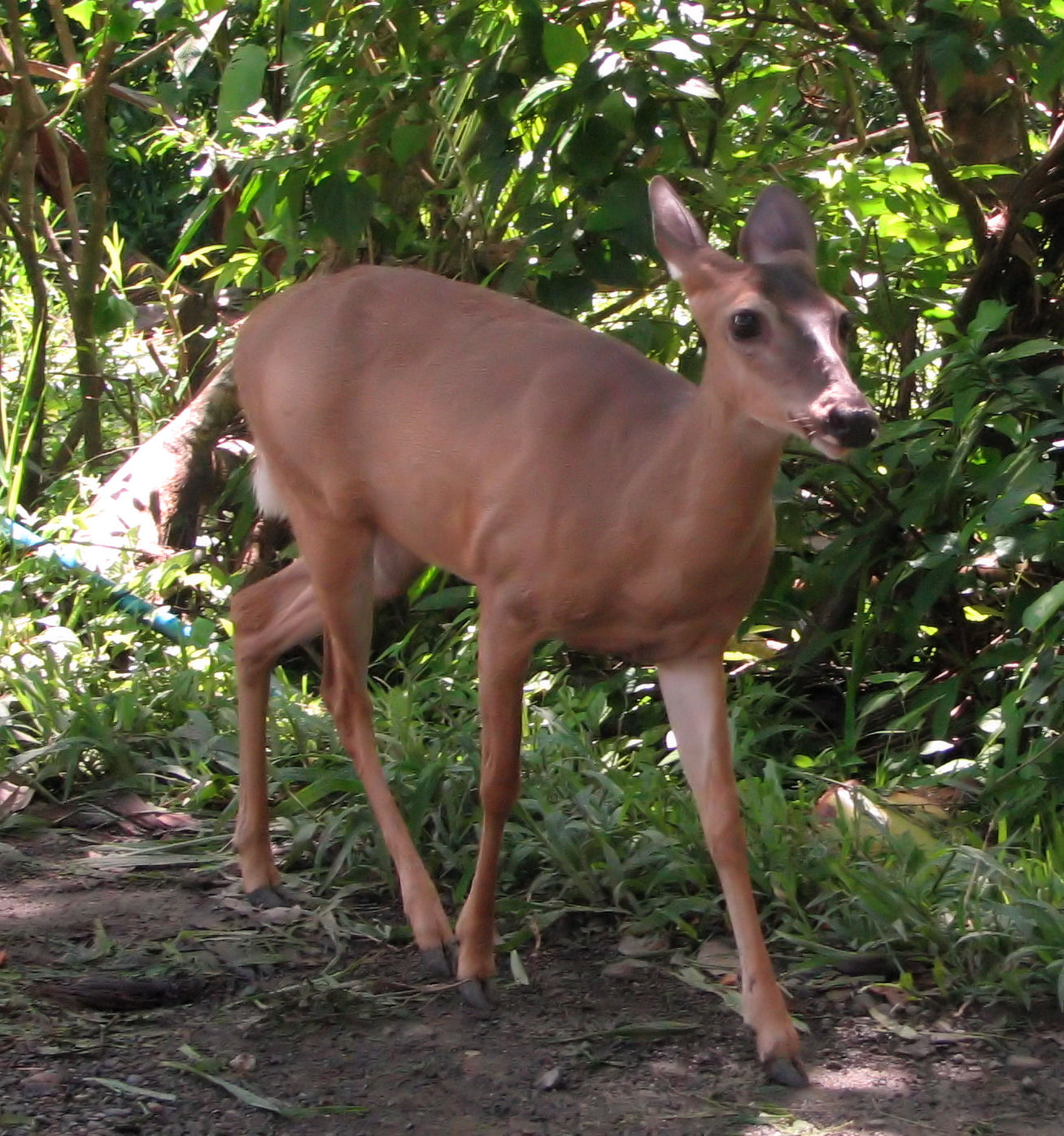
Hembra de venado de cola blanca (Odocoileus virginianus), símbolo nacional de la fauna terrestre de Costa Rica. Foto en el parque nacional Manuel Antonio.
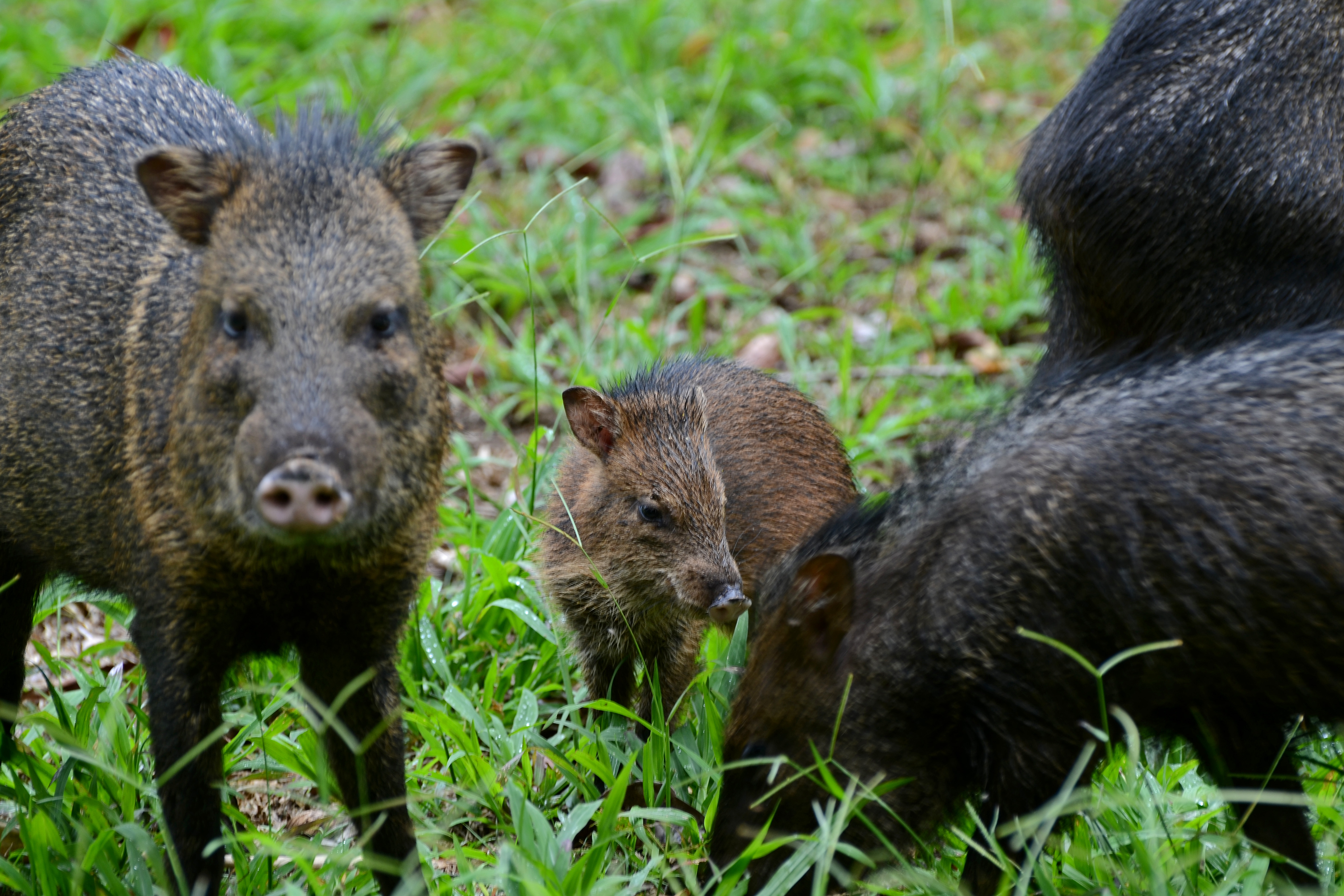
Grupo de saínos (Tayassu tajacu) en la Estación Biológica La Selva, Sarapiquí.
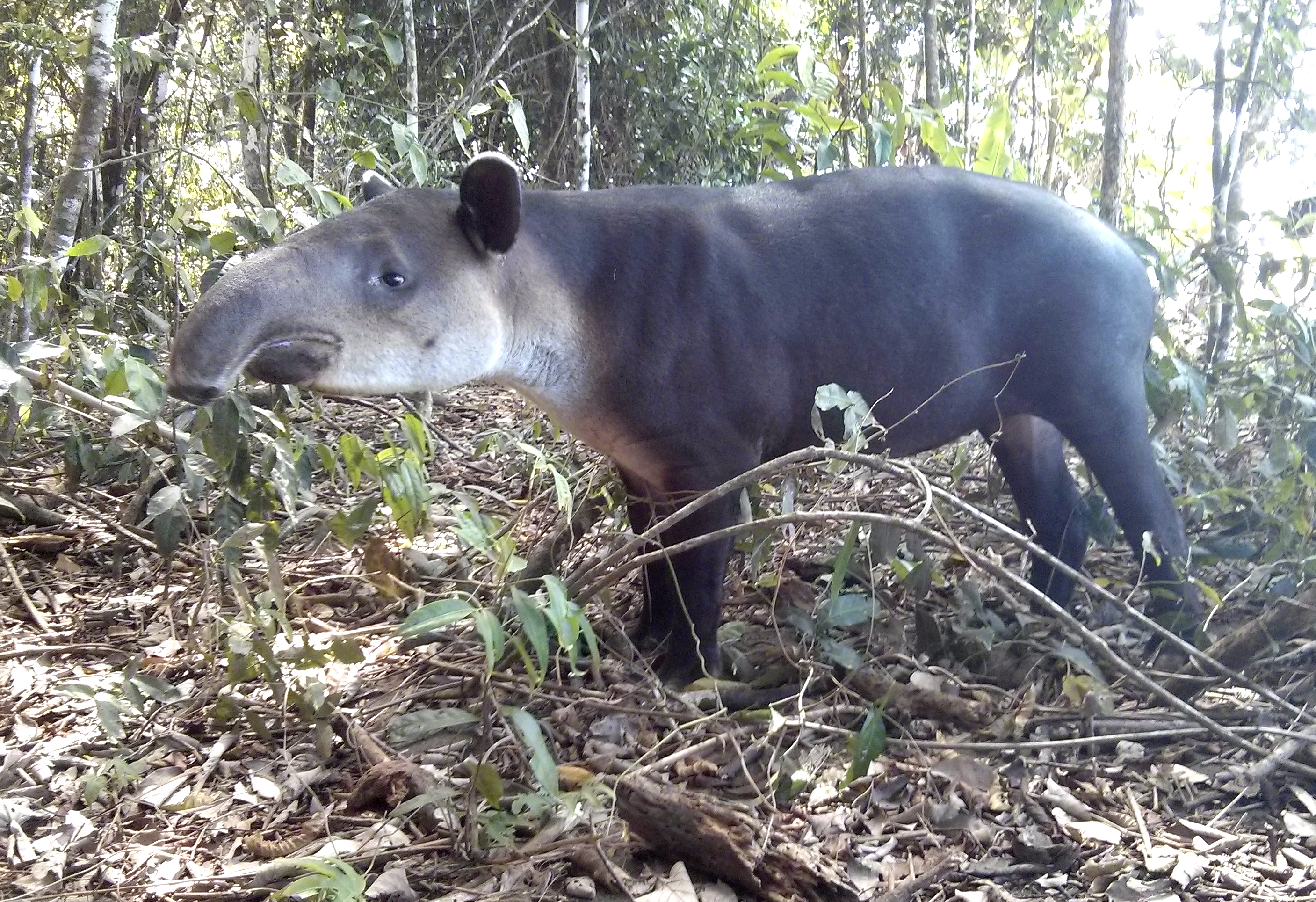
Danta (Tapirus bairdii) en el parque nacional Corcovado. Con 250 kg de peso, es el mayor mamífero silvestre de Costa Rica.

#### Carnívoros
Entre los carnívoros, hay cinco familias. Hay 6 especies de prociónidos: dos especies de mapaches, Procyon lotor y Procyon cancrivorus; el oportunista coatí de nariz blanca (Nasua narica), llamado coloquialmente pizote; la martilla (Potos flavus), el cacomistle (Bassariscus sumichrasti), llamado también ostoche, y dos especies de olingos, de los cuales la subespecie Bassaricyon gabbii lasius es endémica de Costa Rica. Entre los mustélidos, hay cuatro especies: comadreja (Mustela frenata), tolomuco (Eira barbara), grisón (Galictis vittata) y nutria (Lontra longicaudis). Hay tres especies de zorrillos o mofetas (Mephitis macroura, Conepatus semistriatus y Spilogale putorius), y dos especies de cánidos: el zorro gris (Urocyon cinereoargenteus) y el coyote (Canis latrans).

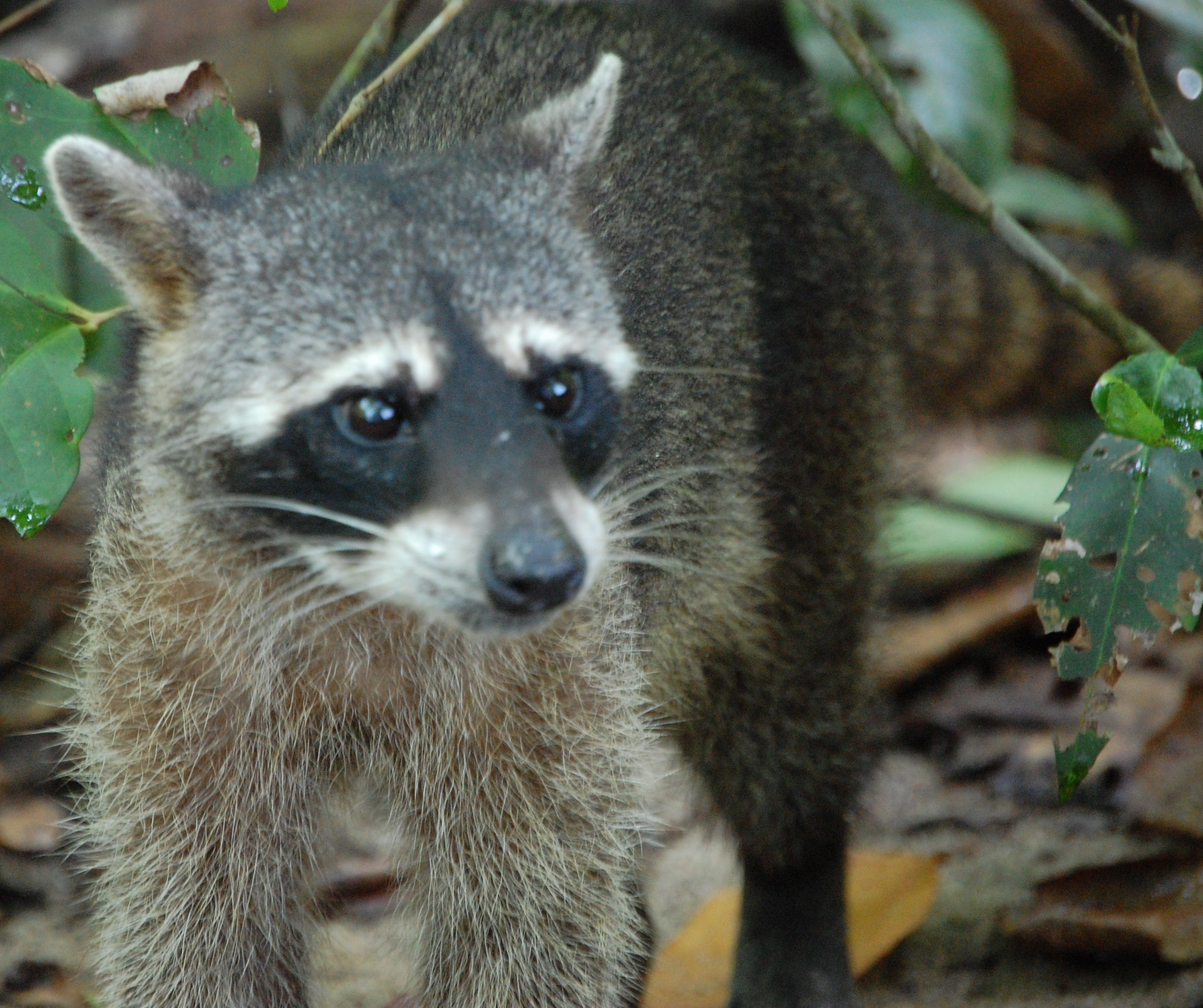
El mapache cangrejero (Procyon cancrivorus), como este en Manuel Antonio, se alimenta principalmente de especímenes de Gecarcinus quadratus y Cardisoma guanhumi.
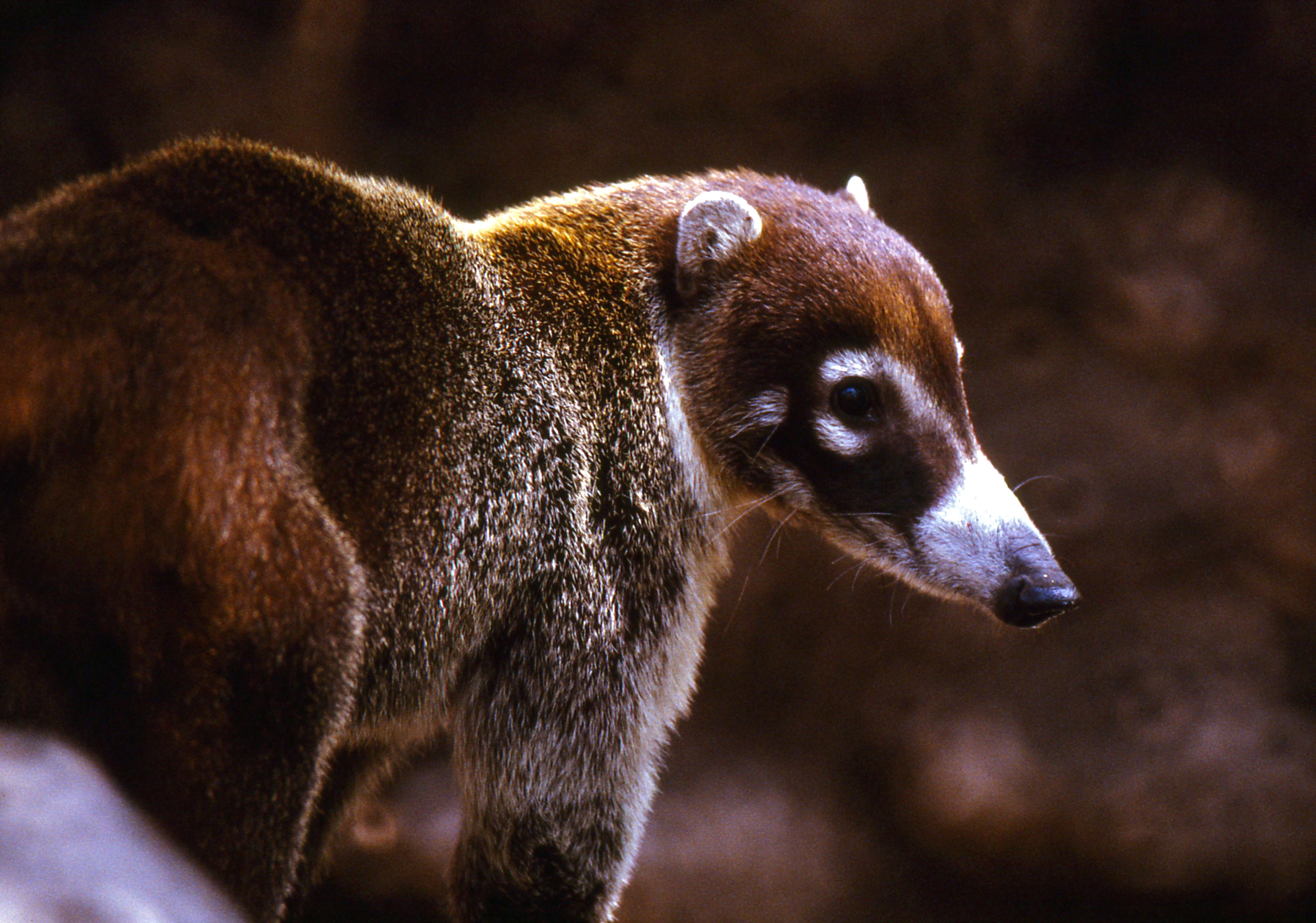
El coatí de nariz blanca (Nasua narica) es uno de los mamíferos silvestres más comunes de Costa Rica, registrado en al menos 9 de las 11 áreas de conservación del país.
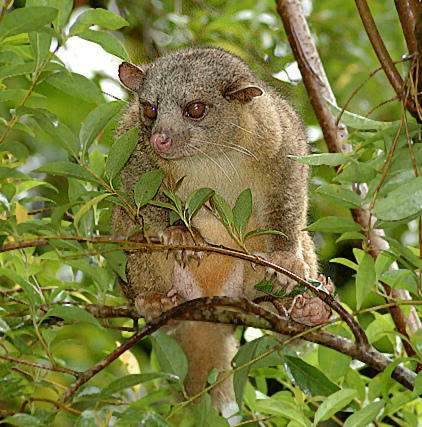
Una subespecie de olingo (Bassaricyon gabbii, en la foto, ejemplar en Monteverde) es una de las 6 especies de mamíferos endémicos de Costa Rica.
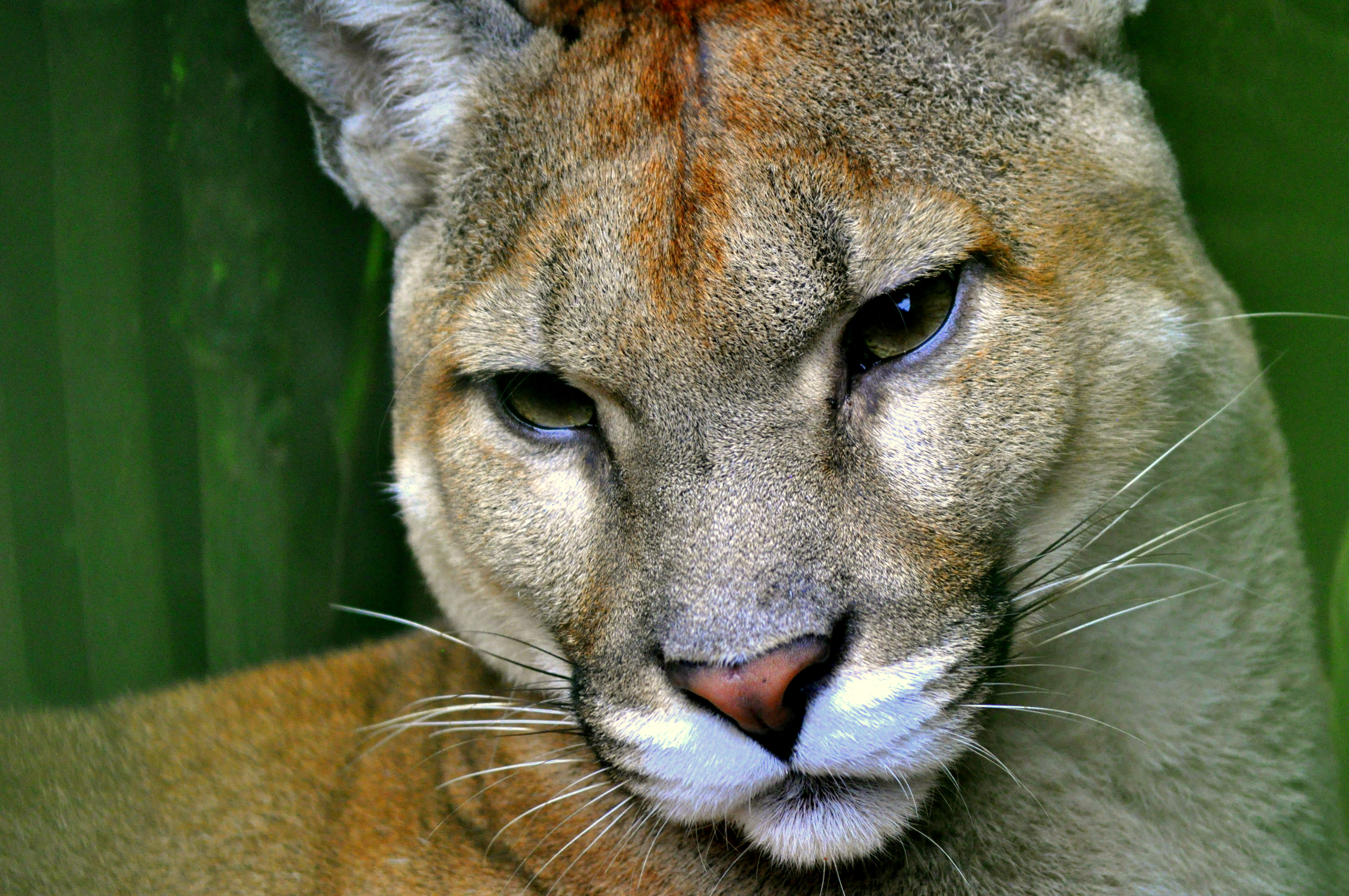
Puma concolor costaricensis es una de las 6 subespecies de pumas que existen, más pequeño y menos pesado que otras subespecies.

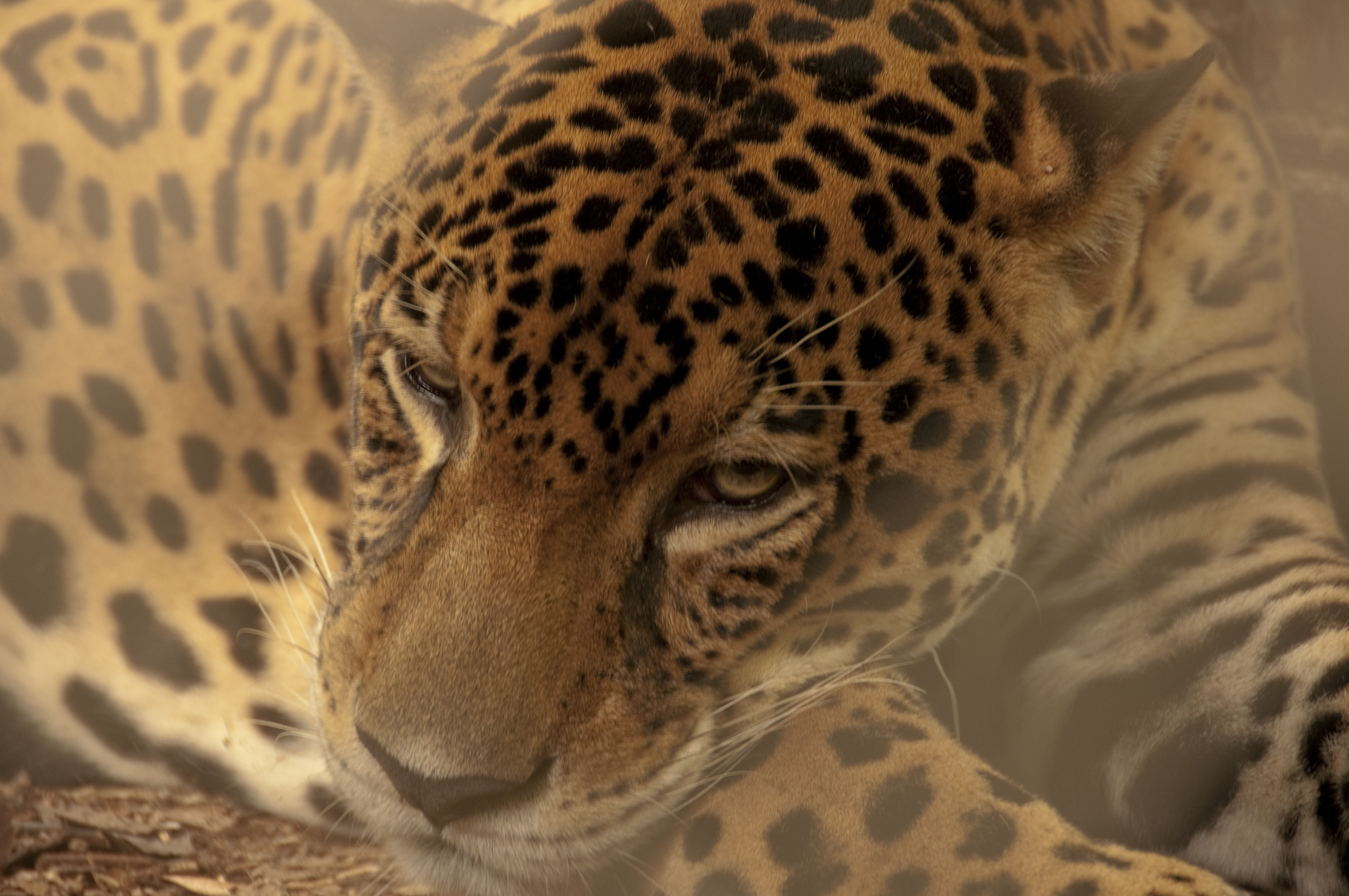
Se ha calculado en al menos 300 individuos el número de jaguares residentes en Costa Rica, con poblaciones permanentes pequeñas y aisladas, por lo que se considera severamente en peligro de extinción.

En Costa Rica habitan seis especies de felinos, de menor a mayor tamaño: tigrillo (Leopardus tigrinus), yaguarundí (Puma yagouaroundi), caucel (Leopardus wiedii), ocelote (Leopardus pardalis), puma (Puma concolor) y jaguar (Panthera onca). La presencia de los felinos se halla muy restringida a las áreas silvestres protegidas, aunque pueden vivir entre malezas y zonas semidesérticas, y en ocasiones, se les ha encontrado en áreas pobladas. Estos animales cumplen la función de controladores biológicos y su presencia se utiliza para monitorear la salud de los diversos ecosistemas del país. El ocelote, llamado localmente manigordo por el grosor de sus manos, es el felino que en mayor número de ocasiones se ha registrado en el país, sobre todo en los bosques tropicales, mientras que el yaguarundí es más frecuente encontrarlo en áreas alteradas. El caucel y el tigrillo son básicamente arborícolas. El jaguar (L: 1.7 m, A: 75 cm, P: 105 kg) habita en el parque nacional Corcovado y el Área de Conservación Guanacaste, con poblaciones pequeñas en los parques La Amistad, Chirripó, Tapantí, Braulio Carrillo, La Selva, Barra del Colorado, Tortuguero, Arenal, Monteverde, la reserva biológica Manuel Alberto Brenes, y en 2017 por primera vez en Caño Negro. Se han identificado en Costa Rica hasta 85 presas distintas para el jaguar, siendo el chancho de monte la más frecuente, aunque en Tortuguero, Santa Rosa y Corcovado se les ha visto alimentarse también de las tortugas marinas que llegan a desovar, y en Corcovado se les ha observado cazando tiburones pequeños a la orilla del mar. Se ha reportado que en los últimos años, la playa de Tortuguero, en el noreste caribeño de Costa Rica, se ha convertido en un buen hábitat para la procreación por la abundancia de alimento, debido a la presencia de las tortugas lora (Lepidochelys kempii). La distribución para los otros felinos del país es similar a la del jaguar, a excepción del tigrillo, que solo se encuentra en las montañas de la cordillera de Talamanca. El caso del puma, se ha observado que la presencia de este felino disminuye en áreas donde predomina la presencia del jaguar.

#### Didélfidos y musarañas
Hay 8 especies de didélfidos, conocidos en general como zarigüeyas o zorro pelón. En el país residen cuatro especies de musarañas, de las cuales Cryptotis gracilis es la más grande y abundante, Cryptotis parva la especie de mamífero más pequeña del país, y Cryptotis nigrescens endémica de Costa Rica y Panamá.

#### Mamíferos acuáticos
Se han registrado 23 especies acuáticas, incluida el manatí del Caribe (Trichechus manatus), 4 familias del orden Cetacea, con 5 especies de ballenas, 5 de zifios, 15 de delfines y bufeos, y una de fisetéridos, y una especie accidental, el león marino (Zalophus californianus), que en varias ocasiones ha sido reportado en las costas del Pacífico sur.
El manatí habita en la costa del Caribe, únicamente en el parque nacional Tortuguero y en el Refugio nacional de vida silvestre mixto Jairo Mora Sandoval Gandoca-Manzanillo. Es una especie en peligro de extinción, por lo que el 15 de julio de 2014 fue declarado símbolo nacional de la fauna marina costarricense con el fin de incentivar su conservación.
En Costa Rica se han registrado 5 especies de rorcuales, que arriban al país buscando aguas más cálidas para reproducirse, pertenecientes a la familia Balaenopteridae: B.musculus, B.physalus, B.edeni, B.borealis y M.novaeangliae, siendo las más estudiadas la ballena azul (B.musculus) y la ballena jorobada (M.novaeangliae). La ballena azul se ha visualizado en grupos de hasta 18 individuos, principalmente en aguas del Domo de Costa Rica, Guanacaste y la isla del Coco. La ballena jorobada migra desde dos puntos en el océano Pacífico: un grupo proveniente del hemisferio norte (octubre-noviembre) y otra del hemisferio sur, iniciando la temporada alrededor de julio. Esta especie cuenta la particularidad de ocupar hábitats costeros del Pacífico costarricense, lo que permite su observación en áreas de conservación a lo largo de la línea costera: Guanacaste, Tempisque, isla del Coco, parque nacional marino Ballena y península de Osa. Entre los zifios, dos especies de ballenas picudas (M.densirostris y Z.cavirostris) son especies residentes del Pacífico, mientras que H.planifrons se ha avistado ocasionalmente en el Pacífico, al igual que el cachalote (Physeter macrocephalus).
La mayoría de las especies de delfines, calderones y marsopas de Costa Rica habitan en el Pacífico, incluyendo las aguas de la isla del Coco, y la mayoría son especies residentes: Delphinus delphis, Grampus griseus, Globicephala macrorhynchus, Feresa attenuata, Peponocephala electra (solo Pacífico norte), Pseudorca crassidens, Stenella longirostris, Stenella attenuata, Stenella coeruleoalba, Steno bredanensis y Lagenodelphis hosei. En el Caribe habitan dos especies: Sotalia guianensis y Stenella frontalis. El delfín nariz de botella (Tursiops truncatus), conocido localmente como bufeo, es fuertemente costero y se ha registrado en ambos litorales. La orca verdadera (Orcinus orca) se considera especie temporal, aunque con avistamientos cada vez más frecuentes en ambas costas y con mayor número de individuos (3-6 individuos), principalmente cerca de la costa del Pacífico (isla del Coco, golfos Dulce y Papagayo) y el Caribe sur. En Costa Rica se ha observado a la orca alimentarse de tiburones de tamaño mediano y, en una ocasión, intentando atacar una ballena jorobada.

## Actualidad
En 2016, Costa Rica es el primer país del mundo en prohibir los zoológicos y la caza deportiva. Mediante un proyecto que se presentó ante el poder legislativo con 177.000 firma pidió una ley que prohíba la caza deportiva, y los cierres de los zoológicos se concretarán cuando el contrato con los actuales administradores expire.